# 딩고

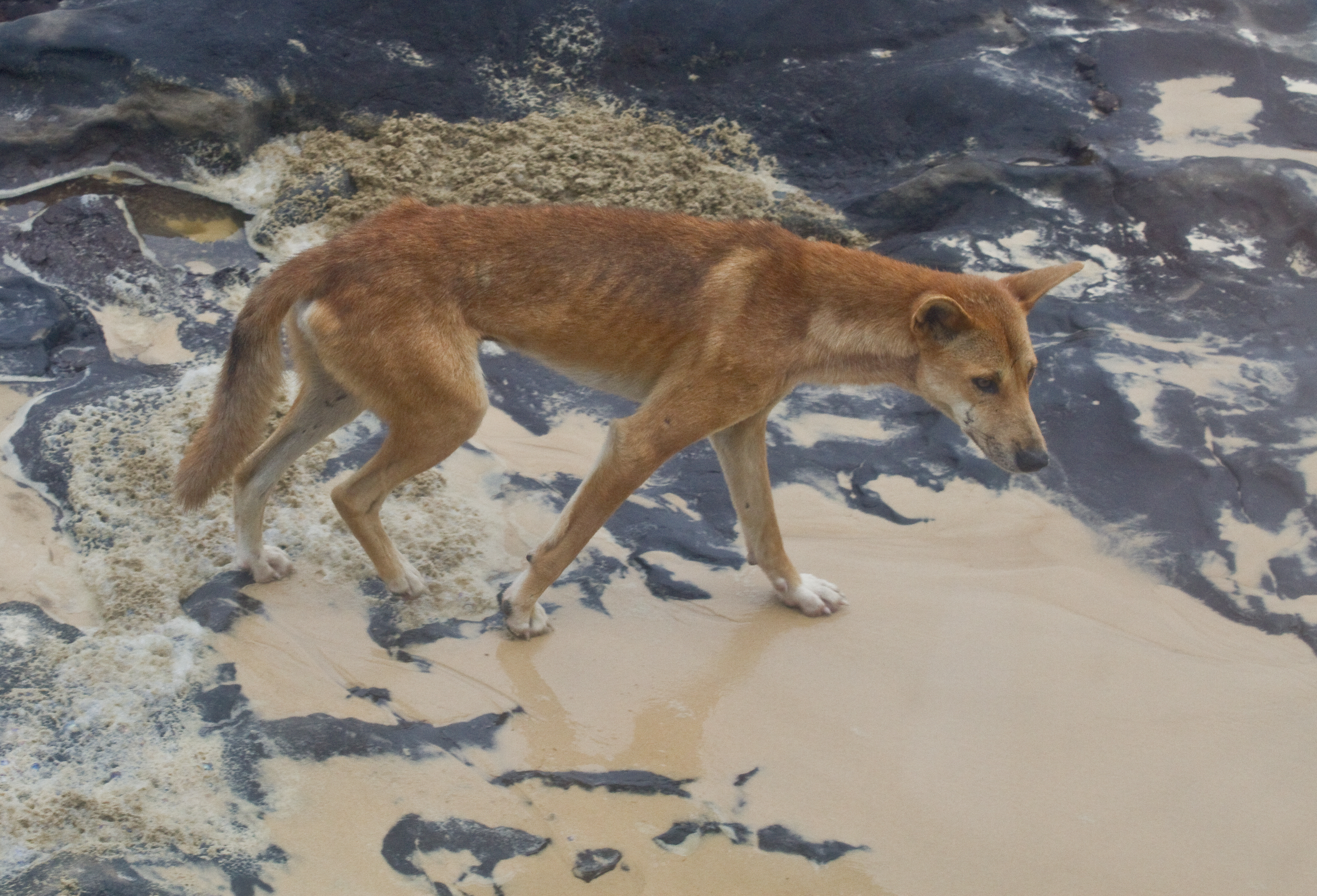
퀸즐랜드 가리섬 해변의 딩고

딩고(Dingo, Canis lupus dingo)는 오스트레일리아에 서식하는 개의 바닥 계통으로, 야생화된 개이다. 몸이 비대하며 어깨 높이 60cm, 몸길이 90cm, 꼬리 길이 30cm 가량이다. 몸무게는 20kg이다. 귀가 쫑긋하고 꼬리가 크다. 몸털은 갈색 계열의 적갈색·황갈색·흰색·검은색 등 여러 가지를 보인다. 분류학적 분류는 다양한 학술지에서 적용되는 다양한 학명으로 인해 논쟁의 여지가 있다. 딩고는 아종으로 인정할 필요가 없는 개, 개 또는 회색늑대의 아종, 또는 그 자체로 완전한 종으로 다양하게 간주된다.
딩고는 속도, 민첩성, 체력에 적합한 날씬하고 튼튼한 몸을 가진 중간 크기의 개과 동물이다. 딩고의 세 가지 주요 털 색깔은 밝은 생강색 또는 황갈색, 흑갈색, 크림색 흰색이다. 머리뼈는 쐐기 모양이며 몸에 비해 커 보인다. 딩고는 뉴기니 싱잉 도그와 밀접한 관련이 있으며, 이들의 혈통은 오늘날의 개로 이어진 혈통에서 일찍 갈라졌고, 해양 동남아시아를 거쳐 아시아로 거슬러 올라갈 수 있다. 오스트레일리아에서 가장 오래된 딩고 유해는 약 3,500년 전의 것이다.
딩고 무리는 보통 짝을 이룬 한 쌍, 그해의 새끼, 그리고 때때로 전년도의 새끼로 구성된다.

## 어원

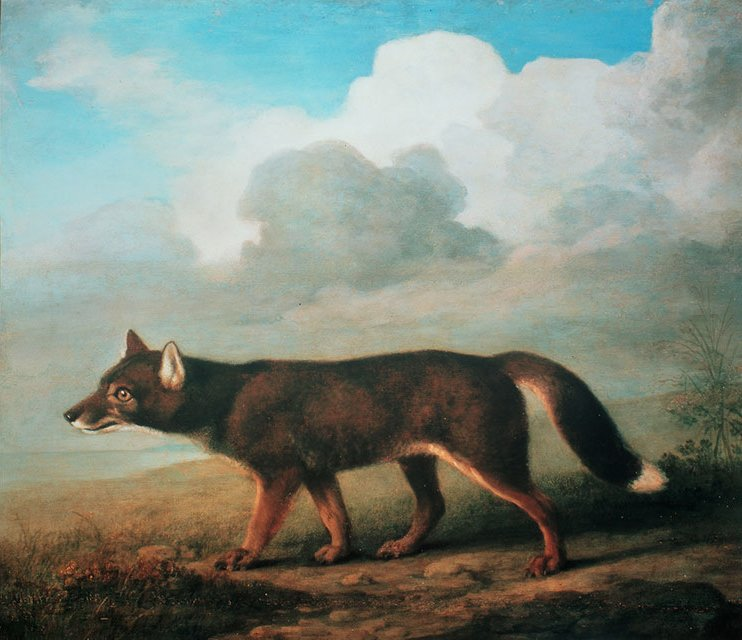
1772년 조지 스터브스가 그린 뉴홀랜드의 "큰 개" 그림. 그리니치 국립 해양 박물관.

"딩고"라는 이름은 시드니 지역의 원주민이 사용하던 다룩어에서 유래했다.
1788년 오스트레일리아에 도착한 첫 영국 식민지 개척자들은 포트잭슨만에 정착하여 원주민과 함께 사는 "딩고"를 기록했다. 이 이름은 1789년 왓킨 텐치가 그의 서적인 《보터니 만 탐험 이야기(Narrative of the Expedition to Botany Bay)》에 처음 기록했다.
그들이 가진 유일한 가축은 개인데, 그들의 언어로는 딩고라고 불리며 영국의 여우 개와 매우 비슷하다. 이 동물들은 우리를 똑같이 경계하며 원주민에게 애착을 가진다. 그들 중 하나는 지금 총독의 소유이며, 그의 새로운 주인에게 상당히 잘 길들여졌다.

관련된 다룩어 단어로는 "암캐"를 의미하는 "팅-코"와 "큰 개"를 의미하는 "툰-고-워-레-갈"이 있다. 딩고는 오스트레일리아 원주민 언어에 따라 불루모, 드워다, 주공, 칼, 쿠르파니, 말리키, 미리궁, 노검, 파파-이누라, 완티비리 등 다양한 이름으로 불린다. 일부 저자들은 캠프 딩고와 야생 딩고 사이에 원주민 부족들 사이에서 다른 이름이 있었기 때문에 차이가 존재했다고 주장한다. 뉴사우스웨일스 식민지 정착민들은 딩고라는 이름을 캠프 개에만 사용했다. 뉴사우스웨일스에서 캠프 딩고가 야생화된 것은 원주민 사회의 식민지 파괴 이후에만 가능했을 것이라고 제안된다.

## 분류

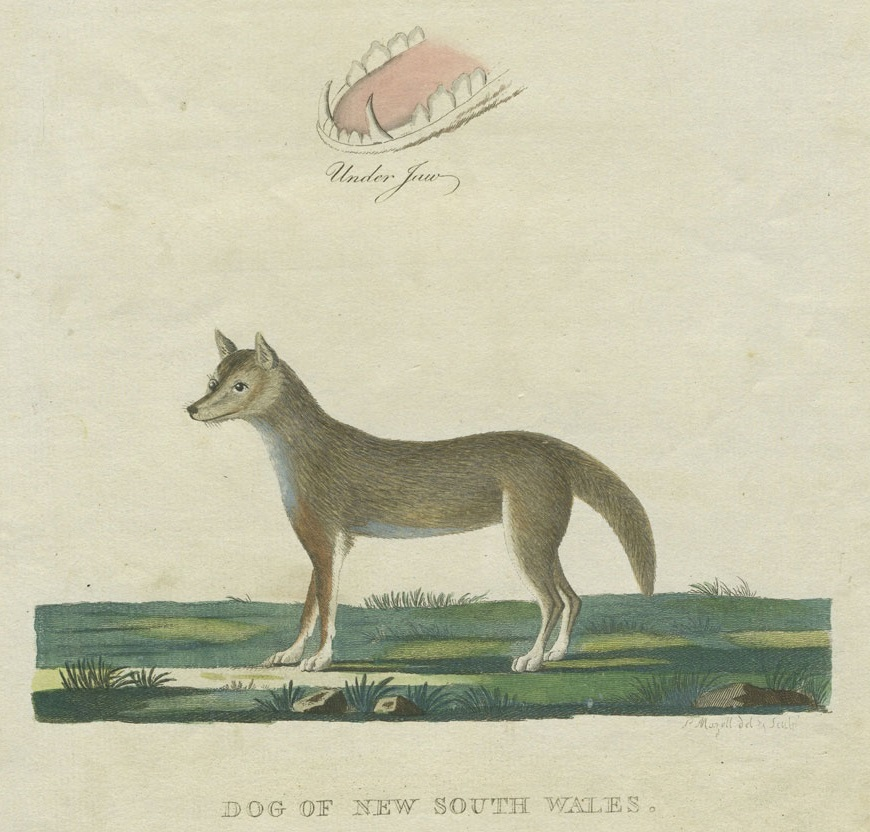
1788년 필립 총독의 보터니만 항해기에 실린 "뉴사우스웨일스의 개" 삽화

원주민과 관련된 개는 1623년 얀 카르스텐스존에 의해 케이프요크반도 지역에서 처음 기록되었다. 1699년 윌리엄 댐피어 선장은 현재 웨스턴오스트레일리아주 해안을 방문하여 "내 선원들은 굶주린 늑대와 같은 두세 마리의 짐승을 보았는데, 가죽과 뼈만 남은 해골 같았다"고 기록했다. 1788년 제1함대가 오스트레일리아 최초의 식민지 총독 아서 필립의 지휘 아래 보터니 만에 도착하여 딩고를 소유하고 그의 일지에 "뉴사우스웨일스의 개"에 대한 짧은 설명과 삽화를 남겼다. 1793년, 필립의 짧은 설명과 삽화를 바탕으로 "뉴사우스웨일스의 개"는 프리드리히 마이어에 의해 Canis dingo로 분류되었다.
1999년 미토콘드리아 DNA(mDNA)를 유전 표지자로 사용하여 모계 혈통을 연구한 결과, 딩고와 뉴기니 싱잉 도그는 인간 개체군이 서로 더 고립되었을 때 발달했다는 것을 보여준다. 2005년에 출판된 《세계의 포유류 종》 제3판에서 포유류학자 W. 크리스토퍼 워젠크래프트는 회색늑대 Canis lupus 아래에 야생 아종을 나열하고 두 가지 추가 아종을 제안했다: "familiaris Linnaeus, 1758 [개]" 및 "dingo Meyer, 1793 [개]". 워젠크래프트는 홀스트로미(뉴기니 싱잉 도그)를 딩고의 분류학적 이명으로 포함시켰다. 그는 mDNA 연구를 그의 결정에 영향을 미친 지침 중 하나로 언급했다. familiaris와 dingo를 "개" 그룹에 포함시키는 것은 다른 포유류학자들에 의해 주목되었고, 회색늑대 아래에 이들을 분류하는 것에 대한 논쟁이 있었다.
2019년, IUCN/SSC 개과 전문가 그룹이 주최한 워크숍에서는 뉴기니 싱잉 도그와 딩고를 야생 개(Canis familiaris)로 간주하여 IUCN 적색 목록에 등재할 필요가 없다고 결정했다.
2020년, 미국 포유류학회는 딩고를 개의 동의어로 간주했다. 사우스오스트레일리아주에서 발견된 '순수' 야생 딩고의 최근 DNA 시퀀싱은 딩고가 셰퍼드와 다른 DNA 메틸화 패턴을 가지고 있음을 시사한다. 2024년, 한 연구에서 딩고와 뉴기니 싱잉 도그가 최근 멸종된 일본늑대 조상으로부터 5.5%의 유전체 인트로그래션을 보이며, 일본 개는 4%의 유전체 인트로그래션을 보였다. 이 인트로그래션은 일본늑대 조상이 일본에 도착하기 전에 발생했다.

### 가축 상태
딩고는 가축화된 조상으로부터 유래했기 때문에 야생 개로 간주된다. 딩고와 원주민의 관계는 편리 공생으로, 두 생물체가 밀접하게 생활하지만 생존을 위해 서로에게 의존하지 않는다. 그들은 함께 사냥하고 잠을 잔다. 따라서 딩고는 인간 주변에서 편안함을 느껴 그들과 어울리지만, 여전히 독립적으로 살아갈 수 있다. 떠돌이 개는 소유된 개가 될 수 있으며, 일부 딩고도 인간 가족과 함께 살면서 그렇게 된다. 딩고는 황무지에 존재하지만, 다른 가축화된 동물들과 달리 선택적으로 번식되지 않았다. 따라서 가축으로서의 지위는 불분명하다. 딩고가 야생종인지 가축종인지는 마이어의 원래 설명에서 명확하지 않으며, 독일어 번역본은 다음과 같다.
이것이 뉴사우스웨일스에 있는 유일한 개의 종인지, 그리고 야생 상태에서도 여전히 발견될 수 있는지는 알려져 있지 않다. 하지만 지금까지는 야생 상태에서 거의 변하지 않은 것으로 보이며, 또한 어떠한 변이종도 발견되지 않았다.

### 역사
웨스턴오스트레일리아주에서 발견된 가장 오래된 딩고 유해는 3,450년 전의 것으로 추정된다. 현대 딩고와 이 초기 유해를 비교한 결과, 딩고의 형태는 수천 년 동안 변하지 않았다. 이는 이 기간 동안 인위적인 선택이 적용되지 않았으며, 딩고가 개의 초기 형태를 나타낸다는 것을 시사한다. 그들은 유럽 정착민이 도착하기 전까지 야생에서 다른 개들과 고립되어 생활하고 번식하며 자연 선택을 겪었으며, 이는 독특한 품종으로 이어졌다.
2020년, 중국 남부 황하 및 양쯔강 유역에서 발굴된 고대 개 유해의 mDNA 연구에 따르면, 대부분의 고대 개는 오스트레일리아 딩고와 식민지 이전 태평양 개와 마찬가지로 하플로그룹 A1b에 속했지만, 오늘날 중국에서는 그 빈도가 낮았다. 저장성 톈루오산 유적지의 표본은 7,000년 전으로 거슬러 올라가며 전체 하플로그룹 A1b 혈통의 기초이다. 이 하플로그룹에 속하는 개들은 한때 중국 남부에 널리 분포했으며, 동남아시아를 거쳐 뉴기니와 오세아니아로 퍼졌지만, 2,000년 전 다른 혈통의 개에 의해 중국에서 대체되었다.
동남아시아 본토에서 발견된 개 유해 중 가장 오래된 것은 베트남에서 4,000년 전의 것이며, 해양 동남아시아에서는 동티모르에서 3,000년 전의 것이다. 토레스 해협에서 발견된 가장 오래된 딩고 유해는 2,100년 전으로 거슬러 올라간다. 뉴기니에서는 포트모르즈비 근처의 코션 만에서 2,500~2,300년 전의 가장 오래된 개 유해가 발견되었지만, 고대 뉴기니 싱잉 도그의 유해는 발견되지 않았다.
오스트레일리아에서 가장 오래된 딩고 뼈대 유해는 웨스턴오스트레일리아주 남동부 널라보 평원의 마두라 동굴에서 3,450년 전의 것으로 추정된다. 뉴사우스웨일스주 움바 미든 근처에서 3,320년 전의 것, 그리고 사우스오스트레일리아주 맨넘 근처 머리강의 프롬스 랜딩에서 3,170년 전의 것이 발견되었다. 딩고 뼈 조각은 사우스오스트레일리아주 버산의 암석 보호소에서 원래 7,000~8,500년 전으로 추정된 층에서 발견되었다. 이후의 발굴에서 해당 층이 교란되었으며, 딩고 유해가 "아마도 더 이른 층으로 이동했을 것"이라는 사실이 밝혀졌다. 이 초기 오스트레일리아 딩고 화석의 연대 측정은 딩고가 약 4,000년 전 오스트레일리아에 처음 도착하여 대륙 전역으로 퍼지는 데 500년이 걸렸다는 널리 퍼진 믿음으로 이어졌다. 그러나 이러한 뼈대 유적의 시기는 발견된 퇴적물의 연대 측정에 기반한 것이지, 표본 자체의 연대 측정에 기반한 것은 아니었다.
2018년, 마두라 동굴에서 발견된 가장 오래된 뼈대는 직접 탄소 연대 측정을 통해 3,348년에서 3,081년 전으로 측정되어, 딩고가 이전에 제안된 것보다 늦게 도착했을 수 있다는 가장 오래된 확실한 증거를 제공한다. 다음으로 신뢰할 수 있는 시기는 웨스턴오스트레일리아주 남동부 널라보 평원 유클라 서쪽 110km 지점에 있는 티라신 홀에서 발견된 2,200년 전의 건조된 살점이다. 딩고가 처음 도착했을 때, 그들은 원주민들에게 받아들여졌고, 원주민들은 그들을 대륙 전역으로 빠르게 전파하는 네트워크를 제공했다. 원주민들이 태즈메이니아에 개가 퍼지는 데 걸린 시간과 오스트레일리아에 고양이가 퍼지는 데 걸린 시간을 바탕으로, 딩고가 착륙 지점에서 오스트레일리아 대륙 전체를 점유하는 데 걸린 시간은 단 70년으로 제안되었다. 붉은여우는 대륙 전역으로 60~80년 만에 퍼진 것으로 추정된다.
최종 빙기 말기와 관련 해수면 상승으로 인해 태즈메이니아는 12,000년 전에 오스트레일리아 본토와 분리되었고, 뉴기니는 6,500년–8,500년 전에 사훌 대륙붕의 침수로 분리되었다. 오스트레일리아에서 발견된 화석 유해는 약 3,500년 전으로 거슬러 올라가며, 태즈메이니아에서는 딩고 유해가 발견되지 않았기 때문에 딩고는 3,500년에서 12,000년 전 사이에 오스트레일리아에 도착한 것으로 추정된다. 해양 동남아시아를 통해 오스트레일리아에 도달하려면 최종 빙기의 가장 낮은 해수면에서도 고대 순다 대륙붕과 사훌 사이의 최소 50km 개방 해역을 여행해야 했으므로, 그들은 인간과 함께 배를 타고 이동했을 것이다.

### 계통 발생

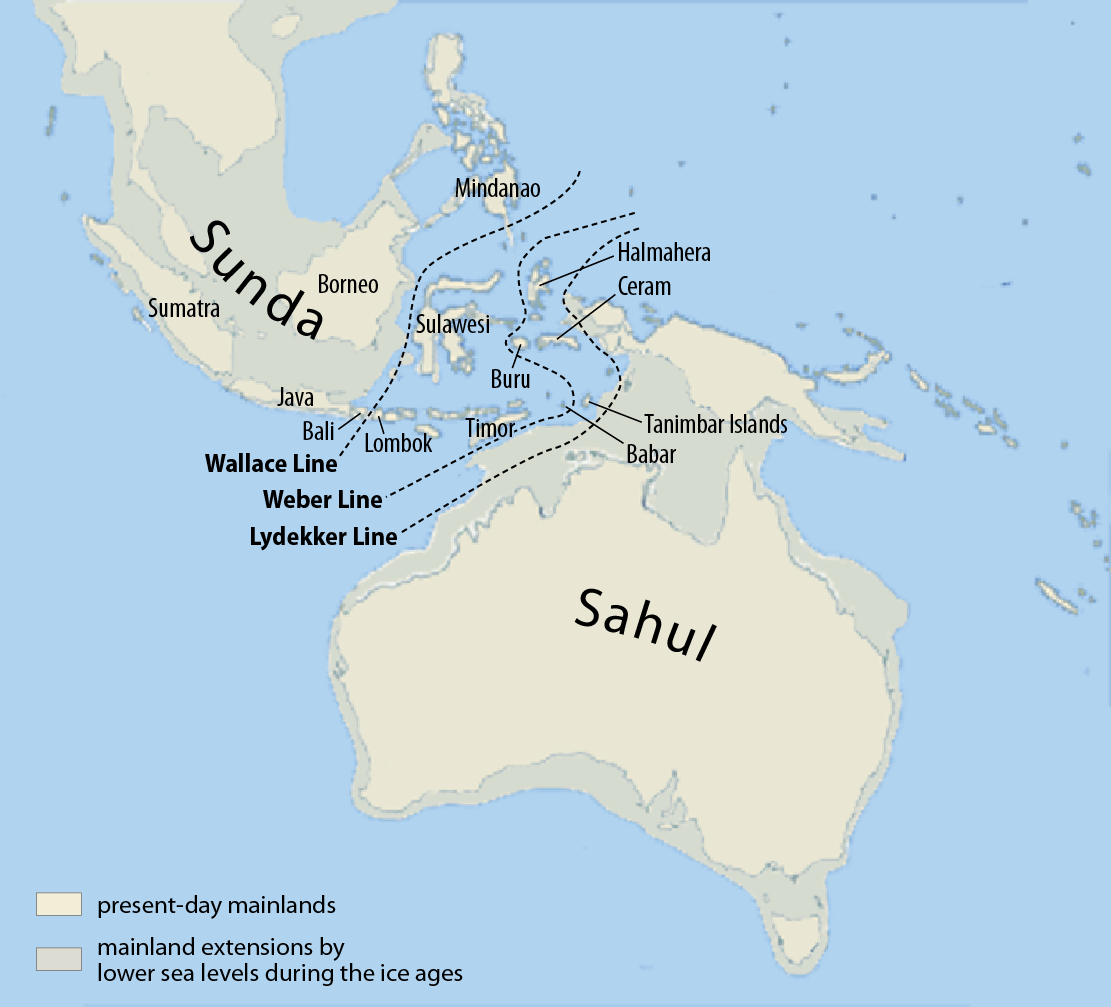
지난 12,000년 동안의 사훌 대륙붕과 순다 대륙붕: 태즈메이니아는 12,000년 전에 본토와 분리되었고, 뉴기니는 6,500년–8,500년 전에 본토와 분리되었다.

전체 유전체 시퀀싱은 개가 회색늑대의 유전적으로 다른 아종이지만, 개가 현존하는 회색늑대의 후손이 아니라는 것을 보여준다. 오히려 이들은 플라이스토세 후기 말에 사라진 늑대의 유령 개체군으로부터 공통 조상을 공유하는 자매군이다. 개와 딩고는 별개의 종이 아니다. 딩고와 바센지는 개과 내의 바닥 계통에 속하는 구성원이다.
미토콘드리아 유전체 서열은 딩고가 개 군에 속하며, 뉴기니 싱잉 도그가 북서부에 사는 딩고보다 오스트레일리아 남동부에 사는 딩고에 유전적으로 더 가깝다는 것을 나타낸다. 딩고와 뉴기니 싱잉 도그의 혈통은 해양 동남아시아에서 동남아시아 본토로 거슬러 올라갈 수 있다. 유전적으로 다른 티베트늑대로부터의 유전자 이동은 딩고 유전체의 2%를 구성하며, 이는 동부 유라시아의 고대 혼합 (생물학)을 나타낼 가능성이 높다.
약 11,700년 전 최종 빙기 말에 다섯 개의 조상 개 혈통이 서로 분화되었으며, 그중 하나는 오늘날 뉴기니 싱잉 도그로 대표된다. 2020년, 딩고와 뉴기니 싱잉 도그의 첫 전체 유전체 시퀀싱이 수행되었다. 연구 결과, 딩고/뉴기니 싱잉 도그 계통의 조상 혈통은 동아시아 남부에서 발생하여 9,900년 전 해양 동남아시아를 거쳐 이주했으며, 8,300년 전 오스트레일리아에 도달했지만, 그들을 데려온 인간 집단은 여전히 알려지지 않았다. 딩고의 유전체는 8,300년 전 도착 이후 야생화 과정이 시작된 가축이었으며, 새로운 환경은 대사, 신경 발달 및 번식을 조절하는 유전체 영역의 변화로 이어졌음을 나타낸다.
2016년 유전 연구에 따르면 오늘날 오스트레일리아 대륙 북서부에 서식하는 딩고의 혈통은 8,300년 전 뉴기니 싱잉 도그 및 남동부 딩고의 혈통과 분리되었고, 그 후 7,800년 전 뉴기니 싱잉 도그 혈통과 남동부 딩고 혈통이 분리되었다. 이 연구는 해수면이 낮았을 때 오스트레일리아와 뉴기니가 6,500~8,000년 전까지 존재했던 사훌이라는 하나의 육지를 형성했을 때 두 번의 딩고 이동이 일어났다고 제안한다. 딩고의 전체 유전체 분석에 따르면 북동부(열대), 남동부(알파인), 서부/중앙 오스트레일리아(사막)에 세 가지 하위 개체군이 존재한다. 남동부 오스트레일리아 딩고(알파인 딩고)의 머리뼈가 다른 생태형과 상당히 다르다는 형태학적 데이터와, 최소 2개의 딩고 mtDNA 하플로타입이 오스트레일리아에 정착했음을 보여주는 유전체 및 미토콘드리아 DNA 시퀀싱이 있다.
2020년, 한 유전 연구는 뉴기니 고원 야생 개가 딩고와 뉴기니 싱잉 도그에 유전적으로 더 기초적이며, 따라서 둘 다의 잠재적 기원일 수 있다고 밝혔다.

## 설명

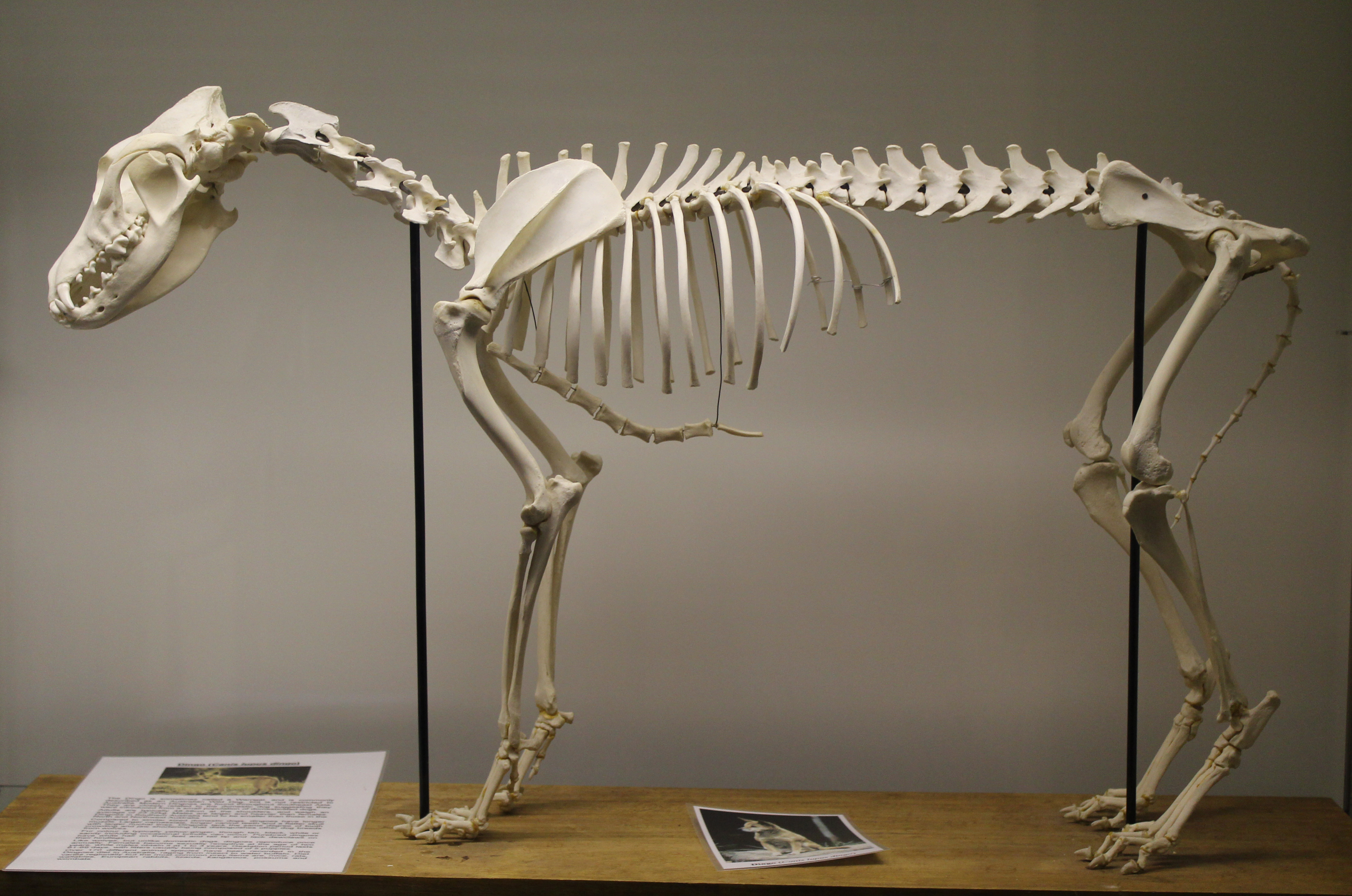
골격

딩고는 속도, 민첩성, 체력에 적합한 날씬하고 튼튼한 몸을 가진 중간 크기의 개과 동물이다. 머리는 몸에서 가장 넓은 부분이며, 쐐기 모양이고 몸에 비해 크다. 사육 딩고는 야생 딩고보다 길고 무거운데, 이는 더 나은 먹이와 수의학적 관리를 받기 때문이다. 야생 딩고 수컷의 평균 체중은 15.8kg이고 암컷은 14.1kg인 반면, 사육 수컷은 18.9kg이고 암컷은 16.2kg이다. 야생 딩고 수컷의 평균 길이는 125cm이고 암컷은 122cm인 반면, 사육 수컷은 136cm이고 암컷은 133cm이다. 야생 딩고 수컷의 평균 기갑 높이는 59cm이고 암컷은 56cm인 반면, 사육 수컷은 56cm이고 암컷은 53cm이다. 딩고는 거의 여분의 지방을 가지고 있지 않으며 야생 딩고는 드러난 갈비뼈를 보인다. 오스트레일리아 북부 및 북서부 딩고는 중앙 및 남부 오스트레일리아 딩고보다 더 큰 경우가 많다. 딩고는 뉴기니 싱잉 도그와 기갑 높이가 더 높다는 점을 제외하고는 형태학적으로 비슷하다. 평균 딩고는 시속 60km까지 속도를 낼 수 있다.
개와 비교했을 때, 딩고는 손목을 회전할 수 있어 문고리를 돌리거나 걸쇠를 올릴 수 있다. 딩고의 어깨 관절은 비정상적으로 유연하며, 울타리, 절벽, 나무, 바위를 오를 수 있다. 이러한 적응은 딩고가 어려운 지형을 오르는 데 도움이 되며, 딩고는 높은 지점을 선호한다. 비슷한 적응은 노르웨이 룬데훈트에서도 볼 수 있는데, 이 개는 고립된 노르웨이 섬에서 절벽과 바위 지역에서 사냥하도록 개발되었다. 늑대는 이러한 능력이 없다.
개의 머리뼈와 비교했을 때, 딩고는 더 긴 액각, 더 긴 열육치, 더 길고 가는 송곳니, 더 큰 청각 뼈, 더 편평한 머리뼈에 더 큰 시상선, 그리고 더 큰 목덜미선을 가지고 있다. 2014년, 나중에 혼합의 영향을 받지 않았을 것으로 보이는 20세기 이전 딩고 표본에 대한 연구가 수행되었다. 딩고 머리뼈는 더 큰 입천장, 더 긴 액각, 더 짧은 머리뼈 높이, 더 넓은 시상선 등에서 개와 다르다는 것을 발견했다. 그러나 이는 개과 동물의 더 넓은 범위 내에 속한다는 이유로 반박되었으며, 각 견종마다 머리뼈 측정값이 다르다는 점도 지적되었다. 프롬스 랜딩에서 발견된 딩고 유해와의 비교를 바탕으로, 딩고의 머리뼈와 골격은 지난 3,000년 동안 변하지 않았다. 늑대와 비교했을 때, 딩고는 개와 유사한 유아성 머리뼈를 가지고 있다. 그러나 딩고는 동일 체중의 개보다 뇌 크기가 더 크며, 이 점에서 딩고는 개보다 늑대에 더 가깝다. 이러한 점에서 딩고는 두 유사한 중간포식자인 돌과 코요테와 유사하다. 눈은 삼각형(또는 아몬드 모양)이며, 색은 헤이즐색에서 어두운 색까지 다양하며 테두리는 어둡다. 귀는 곧게 서 있으며 머리뼈의 높은 곳에 위치한다.

### 털색
딩고의 세 가지 주요 털 색깔은 밝은 생강색(또는 황갈색), 흑갈색, 크림색 흰색으로 설명된다. 생강색은 진한 녹색에서 옅은 크림색까지 다양하며, 딩고의 74%에서 발견된다. 종종 꼬리 끝, 발, 가슴에 작은 흰색 반점이 보이지만 큰 흰색 패치는 없다. 일부는 흰색 팁을 보이지 않는다. 흑갈색 딩고는 황갈색 주둥이, 가슴, 배, 다리, 발을 가진 검은색 털을 가지며, 딩고의 12%에서 발견된다. 순백색은 딩고의 2%에서, 순흑색은 1%에서 발견된다.
개는 9개의 유전자가 털색에 영향을 미치는 반면, 딩고는 3개의 유전자만이 털색에 영향을 미친다. 생강색은 우성으로, 다른 세 가지 주요 색상(검은색, 황갈색, 흰색)을 가지고 있다. 흰색 딩고는 순종 번식이 가능하며, 흑갈색 딩고도 순종 번식이 가능하다. 이들이 교배하면 황색이 나타난다. 털은 기름지지 않으며, 개와 같은 냄새도 나지 않는다. 딩고는 오스트레일리아 북부의 열대 지역에서는 단일 털을 가지며, 남부의 추운 산악 지역에서는 이중의 두꺼운 털을 가지며, 속털은 늑대 회색이다. 패치 및 브린들 털색은 개 혈통이 없는 딩고에서 발견될 수 있으며, 이러한 색상은 혼혈 딩고에서는 덜 흔하다.

### 꼬리
딩고의 꼬리는 납작하며 중간 길이부터 가늘어지고 등 위로 구부러지지 않고 아래로 드리워져 있다.

### 걸음걸이
딩고는 걸을 때 뒷발이 앞발과 일직선으로 움직이며, 이들은 며느리발톱을 가지고 있지 않다.

### 수명
야생 딩고는 3~5년 정도 살며, 7~8년을 넘는 경우는 드물다. 일부는 10년까지 사는 것으로 기록되었다. 사육 딩고는 14~16년 동안 산다. 한 딩고는 20년 가까이 산 것으로 기록되었다.

## 적응

### 잡종, 분포 및 서식지

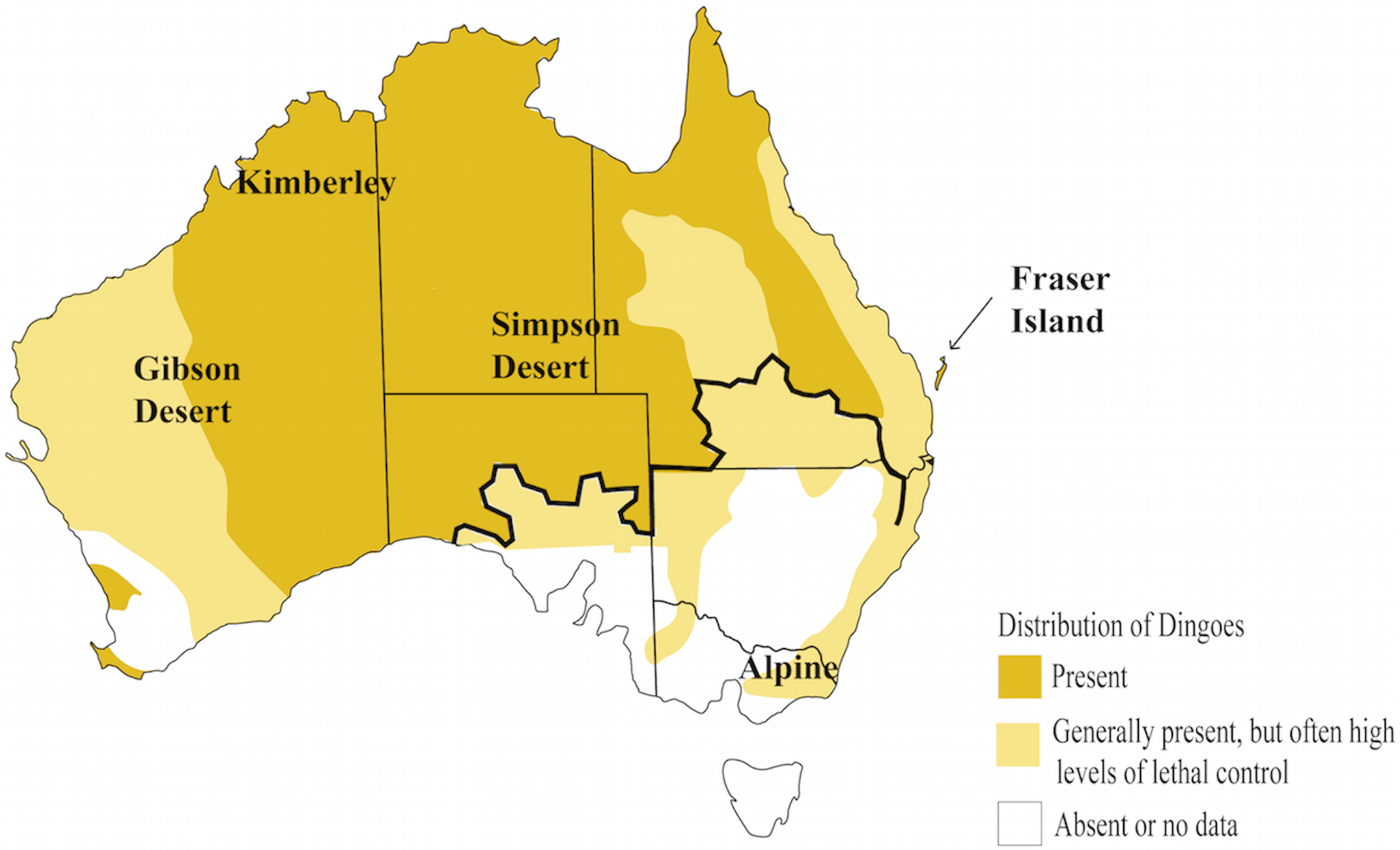
분포: 딩고 울타리 남쪽의 딩고(검은 선)는 딩고-개 잡종의 유병률이 더 높을 수 있다.

늑대류 개과 동물은 염색체 수가 78개이기 때문에 유전적으로 밀접하게 관련되어 있으며, 따라서 새끼를 낳을 수 있는 번식 가능한 교잡종을 생산할 수 있다. 오스트레일리아 야생에는 딩고, 야생 개, 그리고 이 둘의 교배종인 딩고-개 잡종이 존재한다. 딩고의 분포를 다루는 대부분의 연구는 딩고-개 잡종의 분포에 초점을 맞추고 있다.
유럽 식민지화 이전에 딩고는 오스트레일리아 본토 전역에 서식했다. 태즈메이니아주의 화석 기록에는 딩고가 발견되지 않았으므로, 해수면 상승으로 인해 태즈메이니아주가 본토와 분리된 이후에 오스트레일리아에 도착한 것으로 보인다. 농업 도입으로 딩고 분포가 줄어들었고, 1900년대 초에는 딩고 울타리를 포함한 대규모 방벽 울타리가 그들을 양 방목 지역에서 제외시켰다. 토지 개간, 독살, 덫 사냥으로 인해 딩고와 잡종은 퀸즐랜드주 남부, 뉴사우스웨일스주, 빅토리아주, 사우스오스트레일리아주의 이전 서식지 대부분에서 멸종되었다. 오늘날 그들은 뉴사우스웨일스주의 대부분, 빅토리아주, 사우스오스트레일리아주 남동부 3분의 1, 웨스턴오스트레일리아주 남서부 끝에서는 찾아볼 수 없다. 웨스턴오스트레일리아주 동부 절반과 인접한 노던 준주 및 사우스오스트레일리아주 지역에서는 희귀하다. 대륙의 나머지 지역에서는 흔한 것으로 간주된다.
딩고는 오스트레일리아의 독특한 환경에 적응한 생태형 또는 생태종으로 간주될 수 있다. 딩고의 현재 분포는 오스트레일리아 동부의 온대 지역, 동부 고원의 고산 황야, 중앙 오스트레일리아의 건조하고 더운 사막, 북부 오스트레일리아의 열대 숲과 습지를 포함한 다양한 서식지를 아우른다. 이러한 서식지 점유 및 적응은 원주민과의 관계에 의해 도움이 되었을 수 있다.

### 먹이와 식단

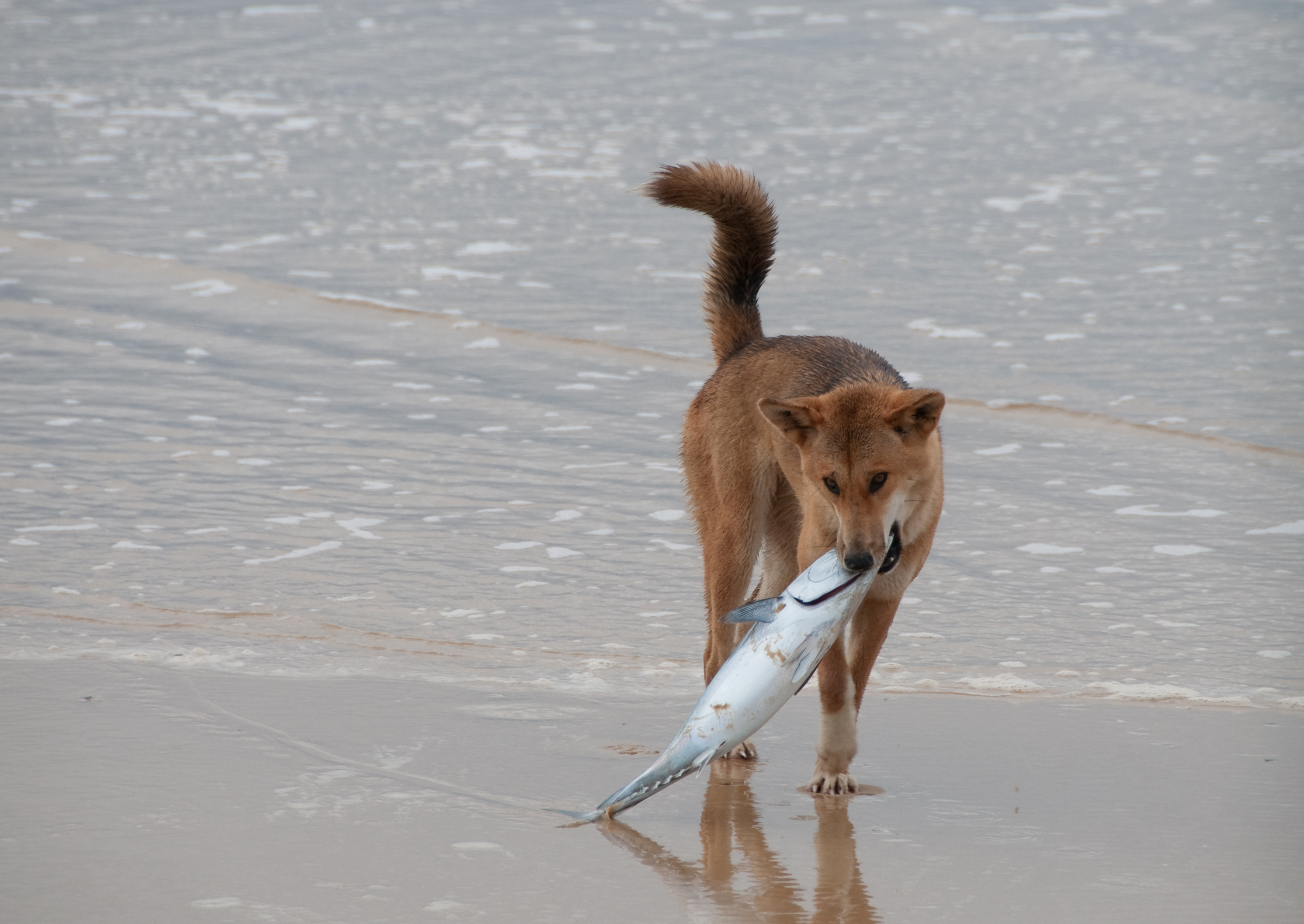
가리섬 (프레이저 섬)의 물고기를 잡은 딩고

연방 및 주 정부가 오스트레일리아 전역에서 딩고의 식단에 대한 20년간의 연구를 수행했다. 이 연구는 총 13,000개의 위 내용물과 분변 샘플을 조사했다. 분변 샘플의 경우, 여우와 야생 고양이의 일치하는 발자국을 식별하는 것이 가능했지만, 딩고와 딩고 잡종 또는 야생 개의 발자국을 구별하는 것은 불가능했다. 연구 결과, 이 개과 동물은 72.3%의 포유류(71종), 18.8%의 조류(53종), 3.3%의 식물(씨앗), 1.8%의 파충류(23종), 그리고 3.8%의 곤충, 물고기, 게, 개구리(28종)를 포함하는 177종을 잡아먹는 것으로 나타났다. 북부 및 남동부 해안 지역에서 더 많은 새가 먹히고, 중앙 오스트레일리아에서 더 많은 도마뱀이 먹히는 것을 제외하고는 오스트레일리아 전역에서 먹이의 상대적 비율은 거의 동일하다. 식단의 약 80%는 10종으로 구성되었다: 붉은캥거루, 왈라비아, 소, 오스트레일리아검은쥐, 까치기러기, 주머니여우, 긴털쥐, 날쌘왈라비, 굴토끼, 그리고 애기웜뱃. 먹는 포유류 중 20%는 대형 동물로 간주될 수 있었다.
그러나 포유류 먹이의 상대적 크기 비율은 지역마다 달랐다. 오스트레일리아 북부의 열대 해안 지역에서는 날쌘왈라비, 오스트레일리아검은쥐, 까치기러기가 식단의 80%를 차지했다. 중앙 오스트레일리아에서는 굴토끼가 토착 포유류를 대체했으며, 가뭄 동안에는 소 사체가 식단의 대부분을 제공했다. 바클리 테이블랜드에서는 굴토끼가 서식하지 않으며, 긴털쥐가 가끔 대량 발생할 때를 제외하고는 특정 토착종이 식단을 지배하지 않는다. 포테스큐강 지역에서는 대형 붉은캥거루와 왈라루가 식단을 지배하는데, 이 지역에는 작은 포유류가 거의 발견되지 않기 때문이다. 널라보 평원에서는 굴토끼와 붉은캥거루가 식단을 지배하며, 붉은캥거루보다 굴토끼를 두 배 더 많이 먹는다. 오스트레일리아 동부의 온대 산악 지역에서는 낮은 경사면에서는 왈라비아와 붉은목왈라비가, 높은 경사면에서는 웜뱃이 식단을 지배한다. 여기서 주머니여우는 땅에서 발견될 때 흔히 먹힌다. 해안 지역에서 딩고는 해변을 순찰하며 떠내려온 물고기, 물범, 펭귄, 기타 새들을 먹는다.
딩고는 여름에는 매일 약 1리터의 물을 마시고 겨울에는 0.5리터를 마신다. 겨울의 건조한 지역에서는 먹이의 수가 충분하다면 딩고는 먹이의 체액으로 살 수 있다. 건조한 중앙 오스트레일리아에서는 젖을 뗀 새끼들이 대부분의 물을 음식에서 얻는다. 그곳에서는 암컷이 새끼들을 위해 물을 게워내는 것이 관찰되었다. 수유 기간 동안 사육 암컷은 평소보다 물이 더 많이 필요하지 않다. 그들은 새끼의 소변과 대변을 섭취하여 물을 재활용하고 굴을 깨끗하게 유지하기 때문이다. 스트젤레키 사막에서 추적된 딩고들은 3~5일마다 정기적으로 수원지를 방문했으며, 두 마리의 딩고는 겨울과 여름 모두 22일 동안 물 없이 살아남았다.

### 사냥 행동
딩고, 딩고 잡종, 야생 개는 보통 먹이를 추격하면서 뒤에서 공격한다. 그들은 목을 물어뜯어 기관과 목의 주요 혈관을 손상시켜 먹이를 죽인다. 사냥 무리의 크기는 목표로 하는 먹이의 종류에 따라 결정되며, 큰 먹이를 사냥하기 위해 큰 무리를 형성한다. 큰 먹이에는 캥거루, 소, 물소, 야생마 등이 포함될 수 있다. 딩고는 먹이의 피해를 입힐 수 있는 능력에 따라 먹이를 평가하고 목표로 삼는다. 큰 캥거루는 가장 흔하게 사냥되는 먹이이다. 주요 전술은 캥거루를 발견하고, 멈추게 한 다음 죽이는 것이다.
딩고는 일반적으로 선두 딩고가 먹이를 추격하여 무리 동료들의 경로로 유도함으로써 큰 캥거루를 사냥한다. 무리 동료들은 추격전에서 코너를 잘 돌며, 캥거루는 지쳐 죽는다. 이 전술은 늑대, 아프리카 야생개, 하이에나도 사용한다. 아프리카 야생개와 공유하는 또 다른 전술은 먹이가 지칠 때까지 릴레이 추격하는 것이다. 딩고 무리는 선두 추격자를 따라가는 개들이 죽이는 역할을 하므로, 개별 딩고보다 캥거루를 잡을 확률이 세 배 더 높다.
공격의 마지막 단계에는 두 가지 패턴이 나타난다. 성체 또는 어린 캥거루는 목을 공격하기 전에 뒷다리 햄스트링을 물어 움직임을 둔화시킨다. 작은 성체 암컷 또는 어린 캥거루는 옆에서 달리는 딩고에게 목이나 등을 물린다. 중앙 오스트레일리아의 한 지역에서는 딩고가 캥거루를 철조망으로 몰아넣어 일시적으로 움직이지 못하게 한 다음 사냥한다.
가장 큰 수컷 붉은캥거루는 딩고가 어린 수컷과 암컷을 사냥할 때에도 딩고를 무시하는 경향이 있다. 큰 회색캥거루는 한 시간 이상 지속된 단독 딩고의 공격을 성공적으로 막아냈다. 왈라비는 캥거루와 비슷한 방식으로 사냥되지만, 딩고 한 마리가 시각보다는 냄새를 이용하여 사냥하며 몇 시간 동안 지속될 수 있다는 점이 다르다.
딩고 무리는 어린 소와 물소를 공격할 수 있지만, 건강한 성체는 절대 공격하지 않는다. 그들은 병들거나 다친 어린 개체를 노린다. 전술에는 새끼를 가진 어미를 괴롭히거나, 무리를 패닉 상태로 만들어 어미와 새끼를 분리하거나, 무리를 관찰하며 이용할 수 있는 특이한 행동을 찾는 것이 포함된다.
1992년 포테스큐강 지역에서 수행된 한 연구에서는 소가 송아지를 중심으로 원을 그리거나 딩고를 공격적으로 돌격하여 송아지를 방어하는 것을 관찰했다. 26번의 접근 중 24번은 두 마리 이상의 딩고에 의한 것이었으며, 단 4번만이 송아지를 죽이는 결과로 이어졌다.
딩고는 종종 사체를 재방문했다. 그들은 신선한 소 사체를 건드리지 않고, 거의 가죽과 뼈만 남을 때까지 기다렸으며, 심지어 사체가 풍부할 때에도 여전히 캥거루를 사냥하는 것을 선호했다.
68번의 양 추격 중 26마리의 양이 심각한 부상을 입었지만, 단 8마리만이 죽었다. 딩고는 양보다 빨리 달릴 수 있었고 양은 무방비 상태였다. 그러나 딩고는 일반적으로 양을 죽이려는 동기가 없어 보였고, 많은 경우 단순히 양 옆을 천천히 뛰다가 다른 양을 쫓기 위해 방향을 바꾸기도 했다. 양을 죽이고 먹이를 섭취한 경우에도 식단에 많은 양의 캥거루가 포함되어 있었는데, 이는 다시 캥거루를 선호한다는 것을 보여준다.
혼자 있는 딩고는 굴토끼를 쫓아갈 수 있지만, 토끼굴 근처에서 새끼 토끼를 노리는 것이 더 성공적이다. 딩고는 둥지 새끼뿐만 아니라 털갈이 중이어서 날 수 없는 새도 잡는다. 포식자들은 종종 매우 지능적인 사냥 기술을 사용한다. 가리섬의 딩고들은 파도를 이용하여 성체 왈라비아를 그리고 가시두더지를 가두고 지치게 하여 익사시키는 것을 관찰했다. 오스트레일리아 북부의 해안 습지에서 딩고는 식단의 많은 부분을 까치기러기에 의존하며, 혼자 있는 딩고는 때때로 까치기러기를 교란하는 동안 흰배바다수리가 너무 무거워서 가져가지 못하는 먹이를 사냥하고, 그 후 딩고는 흰배바다수리를 쫓아낸다. 그들은 또한 바다수리 둥지에서 떨어진 먹이를 먹기도 한다. 혼자 있는 딩고는 후각과 청각을 사용하여 풀밭의 작은 설치류와 메뚜기를 사냥한 다음 앞발로 덮쳐잡는다.

### 경쟁자
딩고와 그 잡종은 쿠올과 공존한다. 또한 도입된 붉은여우 및 야생 고양이와 같은 영토에 서식하지만, 이들 셋 간의 관계에 대해서는 알려진 바가 거의 없다. 딩고와 그 잡종은 여우를 수원지에서 쫓아낼 수 있으며 때때로 야생 고양이를 잡아먹기도 한다. 딩고는 야생 물소와 소의 들이받기 및 발길질, 뱀 물림, 그리고 쐐기꼬리수리의 새끼(때때로 성체) 포식에 의해 죽임을 당할 수 있다.

## 의사소통
모든 개와 마찬가지로 딩고는 음성적 의사소통 경향이 있다. 그러나 개와 달리 딩고는 울부짖음과 낑낑거림을 더 많이 사용하고, 짖는 소리를 덜 낸다. 19가지의 소리 유형을 가진 8가지 소리 계층이 확인되었다.

### 짖음

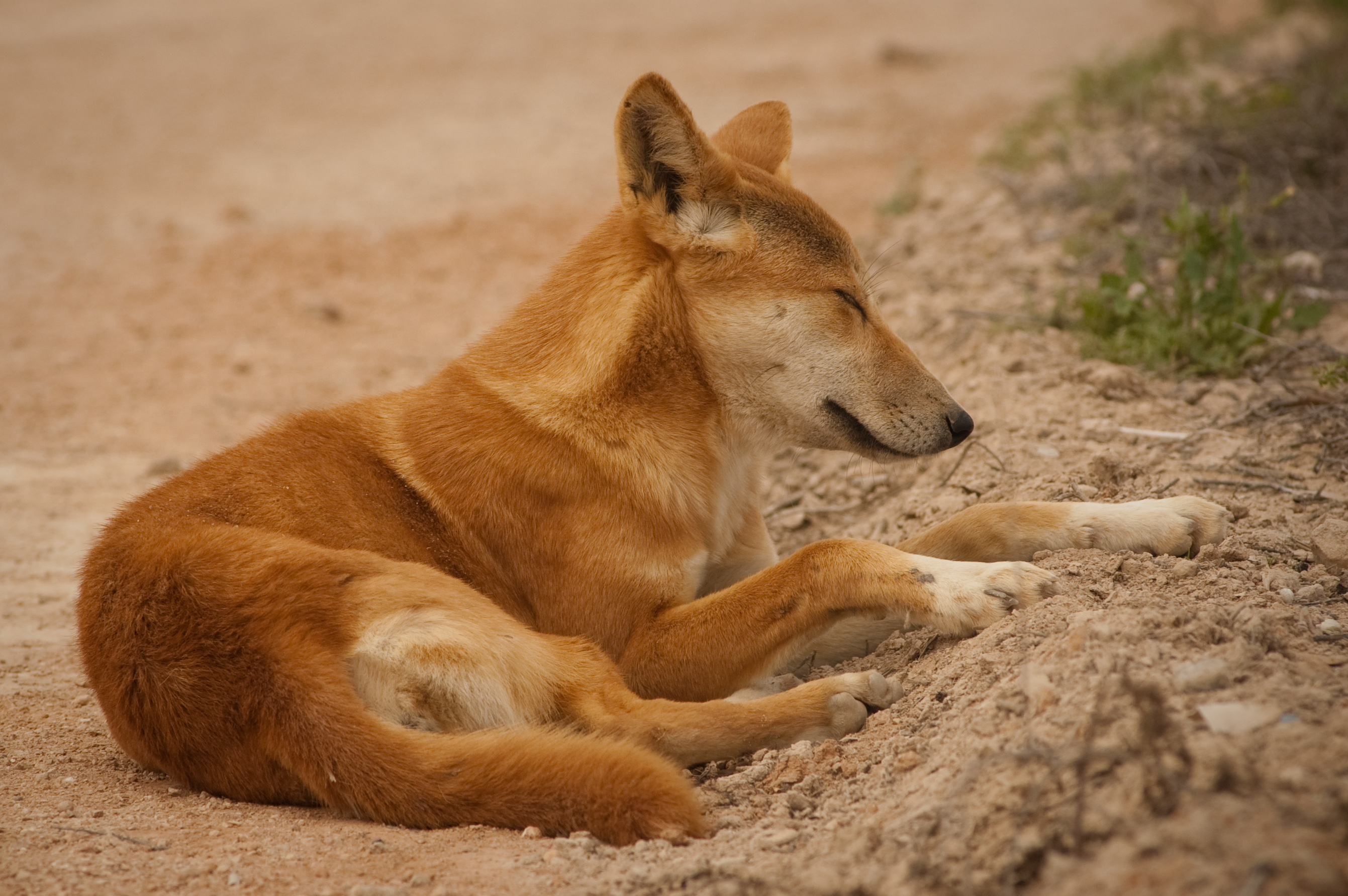
널라보 평원의 딩고

대부분의 개와 비교할 때, 딩고의 짖는 소리는 짧고 단음절이며, 거의 사용되지 않는다. 짖는 소리는 발성의 5%만을 차지하는 것으로 관찰되었다. 개의 짖는 소리는 항상 늑대의 짖는 소리와 구별되었다. 오스트레일리아 딩고는 주로 쉬익 소리나 무조 및 성조 소리의 혼합으로 짖는다. 또한 짖는 소리는 거의 전적으로 경고를 주는 데 사용된다. 동종 시퀀스의 경고-짖음과 이종 시퀀스의 일종의 "경고-울부짖음"도 관찰되었다. 짖음-울부짖음은 여러 번의 짖음으로 시작하여 점점 커졌다 작아지는 울부짖음으로 끝나며, 아마도 (기침과 유사하게) 새끼와 무리 구성원에게 경고하는 데 사용될 것이다. 또한 딩고는 일종의 "흐느끼는" 소리를 내는데, 이는 주로 물구덩이에 접근할 때 사용하며, 아마도 이미 존재하는 딩고에게 경고하기 위함일 것이다.
현재까지의 지식에 따르면, 오스트레일리아 딩고를 다른 개와 접촉시켜 더 자주 짖게 하는 것은 불가능하다. 그러나 알프레드 브렘 독일 동물학자는 다른 형제 딩고는 그러지 않았지만, 더 "일반적인" 형태의 짖는 소리와 그 사용법을 배운 딩고에 대해 보고했다. 딩고가 일반적으로 짖거나 짖음-울부짖는 소리를 덜 내는지는 확실하지 않다.

### 울부짖음
딩고는 세 가지 기본 형태의 울부짖음(신음, 짖음-울부짖음, 킁킁거림)을 가지며, 최소 10가지 변형이 있다. 일반적으로 세 가지 종류의 울부짖음이 구별된다: 길고 지속적인 울부짖음, 점차 커졌다 작아지는 울부짖음, 짧고 갑작스러운 울부짖음.
관찰 결과, 각 종류의 울부짖음은 여러 가지 변형을 가지고 있지만 그 목적은 알려지지 않았다. 울부짖음의 빈도는 계절과 시간대에 따라 다르며, 번식, 이동, 젖분비, 사회적 안정, 그리고 분산 행동의 영향을 받는다. 먹이 부족 시기에는 울부짖음이 더 자주 발생할 수 있는데, 이는 개들이 활동 범위 내에서 더 넓게 분산되기 때문이다.
또한, 울부짖음은 집단 기능이 있는 것으로 보이며, 때로는 기쁨의 표현(예: 인사 울부짖음)이기도 하다. 전반적으로 딩고의 울부짖음은 회색늑대보다 덜 자주 관찰되었다. 한 마리의 개가 울부짖기 시작하면 여러 마리 또는 모든 다른 개들이 울부짖고 때때로 짖을 수도 있다. 황무지에서 딩고는 다른 무리 구성원을 유인하거나, 다른 개를 찾거나, 침입자를 막기 위해 먼 거리에서 울부짖는다. 딩고는 뚜렷한 음정으로 합창하듯이 울부짖으며, 무리 구성원의 수가 증가함에 따라 음정의 다양성도 증가한다. 따라서 딩고는 시각적 접촉 없이 무리의 크기를 측정할 수 있는 것으로 추정된다. 또한, 그들의 매우 다양한 합창 울부짖음은 무리의 크기를 더 커 보이게 하여 수신자에게 혼란을 주는 효과를 생성하는 것으로 제안되었다.

### 다른 형태
발성의 약 65%를 차지하는 으르렁거림은 지배의 공격적 맥락과 방어적인 소리로 사용된다. 많은 개과 동물과 유사하게, 방어적인 으르렁거림의 반응적인 사용은 드물게만 관찰된다. 으르렁거림은 다른 소리와 결합하여 나타나는 경우가 많으며, 거의 전적으로 쉬익 소리(짖음과 유사하게)로 관찰되었다.
독일에서 관찰하는 동안, 딩고가 관찰자들이 슈라펜이라고 부르는 소리를 내는 것이 들렸다. 이 소리는 오직 공격적인 맥락에서, 주로 방해하는 새끼 강아지로부터 자신을 방어하거나 자원을 지킬 때 관찰되었다. 이는 물어뜯으려는 의도로 묘사되었지만, 상대방은 결코 만져지거나 다치지 않았다. 오직 이빨 부딪히는 소리만 들렸다.
음성 통신 외에도, 딩고는 모든 개와 마찬가지로 발냄새를 사용하여 특정 사물(예: 스피니펙스풀)이나 장소(예: 물가, 길, 사냥터)에 화학 신호를 남겨 통신한다. 이들은 소변, 대변, 취선의 화학 신호를 사용한다. 수컷은 암컷보다 더 자주 냄새를 맡으며, 특히 번식기에 그러하다. 그들은 또한 냄새 비비기를 하는데, 이는 개가 목, 어깨, 또는 등을 음식이나 다른 개의 냄새와 관련된 것에 비비는 행동이다.
늑대와 달리 딩고는 인간의 사회적 신호와 제스처에 반응할 수 있다.

## 행동
딩고는 따뜻한 지역에서는 야행성인 경향이 있지만, 서늘한 지역에서는 덜 그렇다. 그들의 주요 활동 시간은 박모와 새벽 무렵이며, 추운 기후에서는 박명박모성 종이다. 활동 기간은 짧고(종종 1시간 미만) 휴식 시간도 짧다. 딩고는 두 가지 종류의 움직임을 보인다: 탐색 움직임(사냥과 관련이 있는 것으로 보임)과 탐사 움직임(아마도 다른 개와의 접촉 및 의사소통을 위한 것). 퀸즐랜드주 연구에 따르면, 그곳의 야생 개(딩고 잡종)는 밤에 도시 지역을 자유롭게 이동하며 거리를 건너고 잘 지내는 것으로 보인다.

### 사회적 행동
딩고의 사회적 행동은 코요테나 회색늑대만큼 유연하며, 이는 아마도 딩고가 원래 인도늑대의 후손이라고 믿어졌던 이유 중 하나일 것이다. 어린 수컷은 종종 고독하고 유목적인 반면, 번식하는 성체는 종종 정착된 무리를 형성한다. 그러나 딩고 서식지 중 인구가 드문 지역에서는 번식하는 쌍이 다른 개들과 떨어져 함께 지낸다. 딩고 분포는 단독 딩고가 73%, 두 마리 딩고가 16%, 세 마리 딩고가 5%, 네 마리 딩고가 3%, 그리고 5~7마리 딩고 무리가 3%를 차지한다. 딩고 무리는 보통 짝을 이룬 한 쌍, 그해의 새끼, 그리고 때때로 전년도의 새끼로 구성된다.
딩고 무리에게 조건이 유리한 곳에서는 무리가 안정적이며, 뚜렷한 영역을 가지고 이웃 간의 중복이 거의 없다. 무리의 크기는 종종 무리의 영역에서 이용 가능한 먹이의 크기와 일치하는 것으로 보인다. 사막 지역에는 더 작고 느슨한 영역 행동을 보이는 딩고 집단이 있으며, 물 공급원을 공유한다. 월평균 무리 크기는 3~12마리 사이로 기록되었다.
다른 개과 동물과 유사하게, 딩고 무리는 대부분 짝을 이룬 한 쌍, 그해의 새끼, 그리고 때때로 전년도의 새끼로 구성된다. 수컷과 암컷 모두에서 지배 계층이 존재하며, 수컷이 일반적으로 암컷보다 더 지배적이다. 그러나 사육 무리에서는 몇 가지 예외가 있었다. 이동 중이거나 먹이를 먹을 때, 또는 수원지에 처음 접근할 때, 번식하는 수컷은 알파 또는 우두머리로 간주된다. 하위 딩고는 약간 웅크린 자세로, 귀를 눕히고 꼬리를 내린 채 더 우세한 개에게 접근하여 무리 내의 평화를 확보한다. 사육 딩고에서 인공적인 무리를 만드는 것은 실패했다.

### 번식

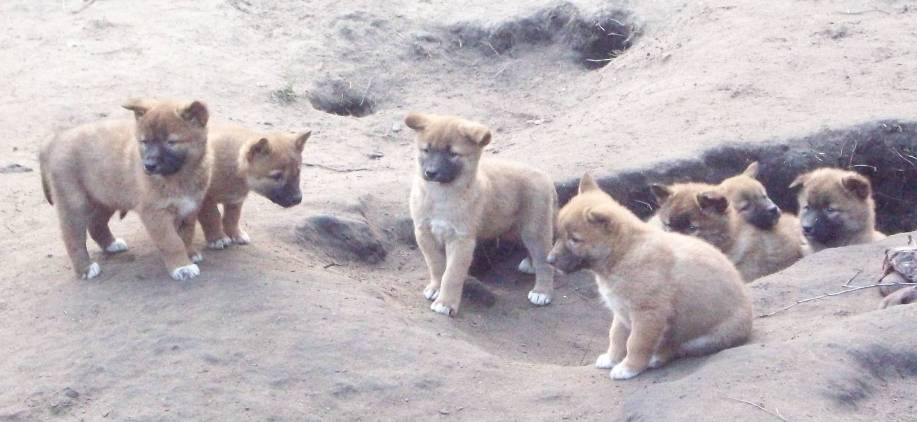
딩고 새끼

딩고는 연간 한 번 번식하며, 이는 암컷의 발정 주기에 따라 다르다. 대부분의 자료에 따르면 암컷은 연간 한 번만 발정한다. 딩고 암컷은 연간 두 번 발정할 수 있지만, 한 번만 임신할 수 있으며, 두 번째는 임신한 것처럼 보일 뿐이다.
수컷은 대부분의 지역에서 일 년 내내 생식 능력이 있지만, 대부분의 경우 여름에는 정자 생산량이 감소한다. 사육 상태의 동부 고원과 중앙 오스트레일리아 딩고에 대한 연구에서는 특정 번식 주기가 관찰되지 않았다. 모든 개체가 일 년 내내 번식 능력이 있었다. 번식은 암컷의 발정기에 의해서만 조절되었다. 번식기 동안 수컷의 테스토스테론 수치 상승이 관찰되었지만, 이는 암컷의 발정기와 교미에 기인하는 것으로 나타났다. 사육 딩고와 달리 중앙 오스트레일리아에서 포획된 야생 딩고 수컷은 수컷 번식 주기의 증거를 보였다. 이 딩고들은 번식기(1월부터 7월) 외에는 발정기의 암컷(이때는 다른 개)에게 관심이 없었고 번식하지 않았다.
교미기는 보통 오스트레일리아에서 3월에서 5월 사이에 발생한다(다른 자료에 따르면 4월에서 6월 사이). 이 기간 동안 딩고는 발성, 지배 행동, 으르렁거림, 짖음을 사용하여 적극적으로 자신의 영역을 방어할 수 있다.
대부분의 야생 암컷은 2세가 되면 번식을 시작한다. 무리 내에서 알파 암컷은 하위 암컷보다 먼저 발정기에 들어가며, 다른 암컷의 교미 시도를 적극적으로 억제한다. 수컷은 1세에서 3세 사이에 성적으로 성숙해진다. 번식의 정확한 시작은 나이, 사회적 지위, 지리적 범위 및 계절 조건에 따라 달라진다. 사육 딩고에서 발정 전기는 10~12일 지속되는 것으로 관찰되었다. 그러나 야생에서는 발정 전기가 60일까지 지속될 수 있다.

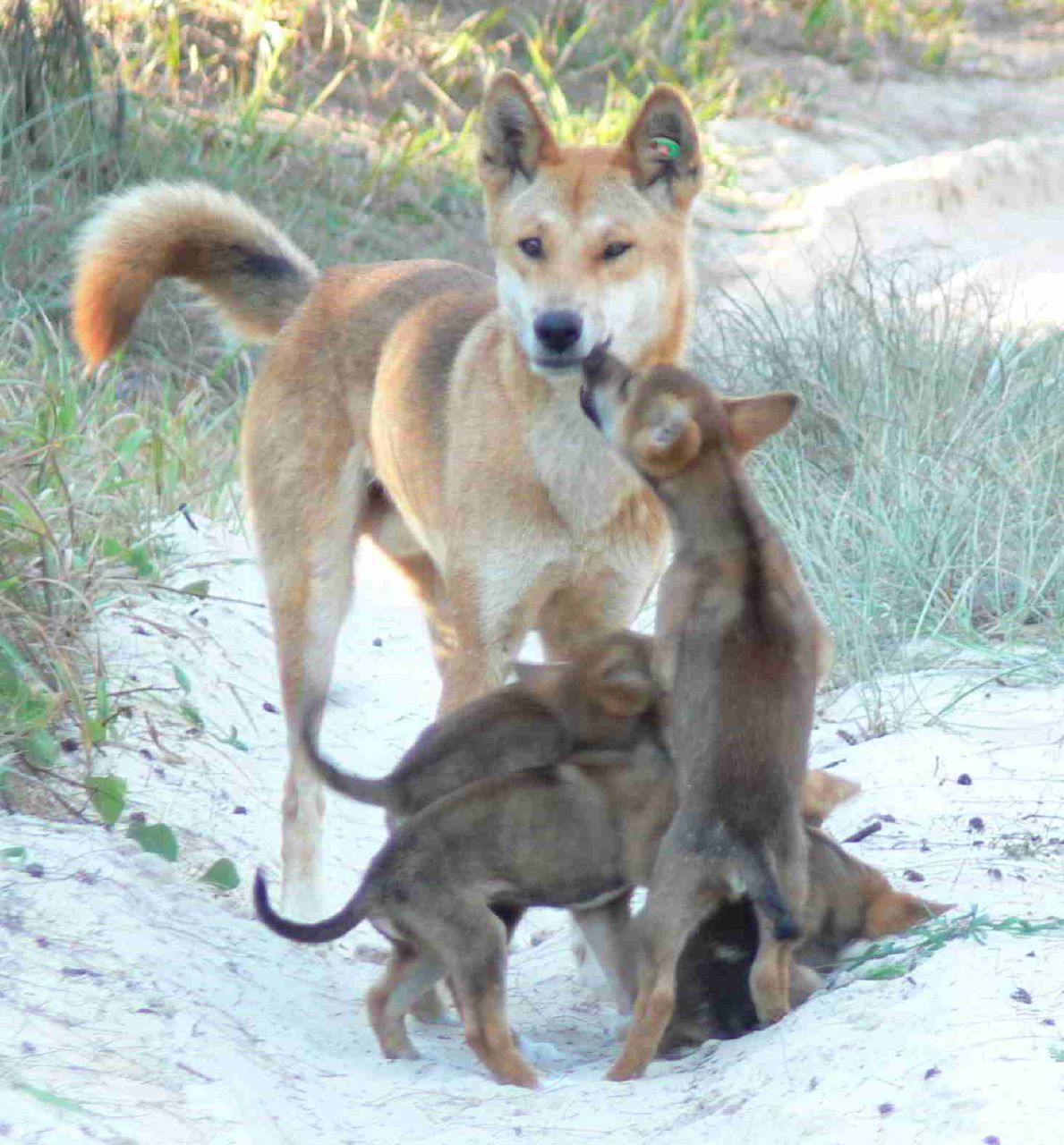
새끼들과 함께 있는 수컷 딩고

일반적으로 무리에서 번식에 성공하는 딩고는 알파 쌍뿐이며, 다른 무리 구성원들은 새끼를 기르는 데 도움을 준다. 하위 개체들은 알파 쌍에 의해 번식하는 것이 적극적으로 방해받으며, 일부 하위 암컷은 상상임신을 한다. 낮은 순위의 개체나 단독 딩고는 무리 구조가 깨지면 번식에 성공할 수 있다.
잉태 기간은 61~69일이며, 한 번에 낳는 새끼의 수는 1~10마리(보통 5마리)이며, 수컷의 출생 수가 암컷보다 많은 경향이 있다. 하위 암컷의 새끼는 보통 알파 암컷에 의해 죽임을 당하며, 이로 인해 좋은 시기에도 개체수 증가율이 낮다. 이러한 행동은 오스트레일리아의 변동하는 환경 조건에 대한 적응으로 발전했을 가능성이 있다. 새끼는 보통 5월에서 8월(겨울) 사이에 태어나지만, 열대 지역에서는 연중 어느 때든 번식할 수 있다.
3주령이 되면 새끼들은 처음으로 굴을 떠나고, 8주령이 되면 완전히 굴을 떠난다. 굴은 주로 지하에 있다. 버려진 굴토끼 굴, 암석 지형, 마른 개울의 바위 아래, 큰 스피니펙스풀 아래, 속이 빈 통나무, 그리고 왕도마뱀 굴과 웜뱃 굴의 증축된 형태 등에서 굴이 보고되었다. 새끼들은 보통 굴 주변 반경 3km 이내에서 배회하며, 더 긴 여행 중에는 나이든 개들과 동반한다. 고형식으로의 전환은 보통 9~12주령 사이에 무리의 모든 구성원들에 의해 이루어진다. 새끼들은 자신의 경험 외에도 관찰을 통해 배운다. 어린 딩고는 보통 3~6개월령에 독립하거나, 다음 교미기가 시작되는 10개월령에 분산된다.

### 이주
딩고는 보통 한 지역에 머물며 계절 이동을 하지 않는다. 그러나 기근 시기에는 일반적으로 "안전한" 지역에서도 딩고가 목축 지역으로 이동하며, 그곳에서는 집중적인 인간에 의한 통제 조치가 이루어진다. 1970년대 웨스턴오스트레일리아주에서는 어린 개들이 필요할 경우 장거리를 이동하는 것이 발견되었다. 포획된 개들의 약 10% (모두 12개월 미만)는 나중에 첫 위치에서 멀리 떨어진 곳에서 재포획되었다. 이들 중 수컷의 평균 이동 거리는 21.7km였고 암컷은 11km였다. 따라서 이동하는 딩고는 낯선 영토에서 생존할 가능성이 낮았으며, 점유된 영토를 통한 장거리 이동에서 오래 살아남을 가능성이 없는 것으로 보인다. 장거리 이동 경로가 드물다는 사실은 이를 뒷받침하는 것으로 보인다. 널라보 평원 조사에서는 더 긴 이동 경로가 기록되기도 했다. 추적 목줄을 착용한 딩고의 가장 긴 기록된 이동 경로는 약 24~32km였다.

### 인간에 대한 공격
딩고는 일반적으로 인간과의 충돌을 피하지만, 위험할 정도로 충분히 크다. 대부분의 공격은 사람들이 야생 딩고에게 먹이를 주는 것과 관련이 있으며, 특히 딩고 관련 관광의 특별 중심지인 가리섬 (구 프레이저 섬)에서 그렇다. 대다수의 딩고 공격은 경미하지만, 일부는 심각할 수 있으며, 소수는 치명적이었다. 1980년 노던 준주에서 생후 2개월 된 아자리아 체임벌린의 죽음이 그중 하나이다. 많은 오스트레일리아 국립공원에는 방문객들에게 야생 동물에게 먹이를 주지 말라고 권고하는 표지판이 있는데, 이는 부분적으로 이러한 관행이 동물에게 건강하지 않고, 부분적으로는 딩고, 캥거루, 왕도마뱀, 일부 새에 의한 채거나 물어뜯기와 같은 바람직하지 않은 행동을 조장할 수 있기 때문이다.

## 영향

### 생태학적

#### 태즈메이니아주머니늑대의 멸종
일부 연구자들은 딩고가 태즈메이니아주머니늑대, 태즈메이니아데빌, 태즈메이니아 뻐꾸기의 오스트레일리아 본토 멸종을 야기했다고 주장하는데, 이는 딩고의 도착과 시공간적으로 상관관계가 있기 때문이다. 최근 연구들은 이러한 주장에 의문을 제기하며, 기후 변화와 인구 증가가 원인일 수 있다고 시사한다. 딩고는 침입종 붉은여우가 현대에 미치는 생태학적 영향과 동일한 영향을 미치지 않은 것으로 보인다. 이는 딩고의 사냥 방식과 선호하는 먹이의 크기, 그리고 유럽 식민지화 이전의 딩고 개체수가 적었던 것과 관련이 있을 수 있다.
2017년, 유전 연구에 따르면 북서부 딩고 개체군은 4,000~6,000년 전부터 확장되기 시작했다. 이는 딩고가 오스트레일리아에 처음 도착했거나 태즈메이니아주머니늑대의 멸종이 시작되어 딩고가 태즈메이니아주머니늑대의 이전 서식지로 확장되었기 때문으로 제안되었다.

#### 인간과의 상호작용

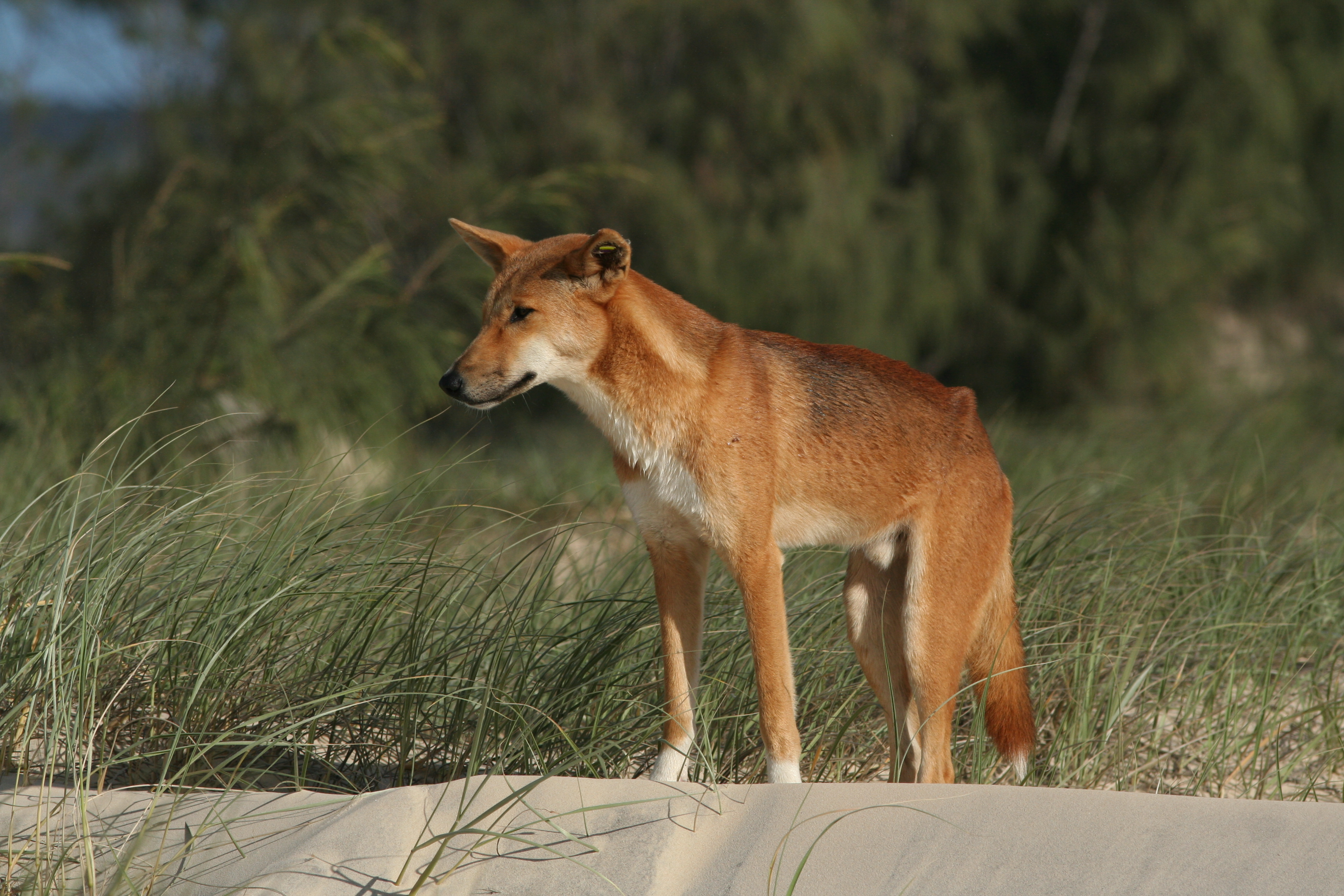
퀸즐랜드 프레이저 섬의 딩고

1788년 영국 식민지 개척자들이 포트잭슨만에 정착했을 때, 그들은 원주민과 함께 사는 딩고를 기록했고, 1818년에는 멜빌섬에서도 기록되었다. 또한, 1862년에는 달링강 하류와 머리강에서도 발견되었는데, 이는 딩고가 원주민에 의해 준가축화되었거나(또는 적어도 "공생" 방식으로 활용되었음) 가능성을 시사한다. 19세기 초 오스트레일리아 전역에서 가축 사육이 확대되면서, 딩고는 양과 소를 잡아먹기 시작했다. 그 이후로 국가적 울타리 프로젝트를 포함한 수많은 개체수 통제 조치가 시행되었지만, 제한적인 성공만을 거두었다.

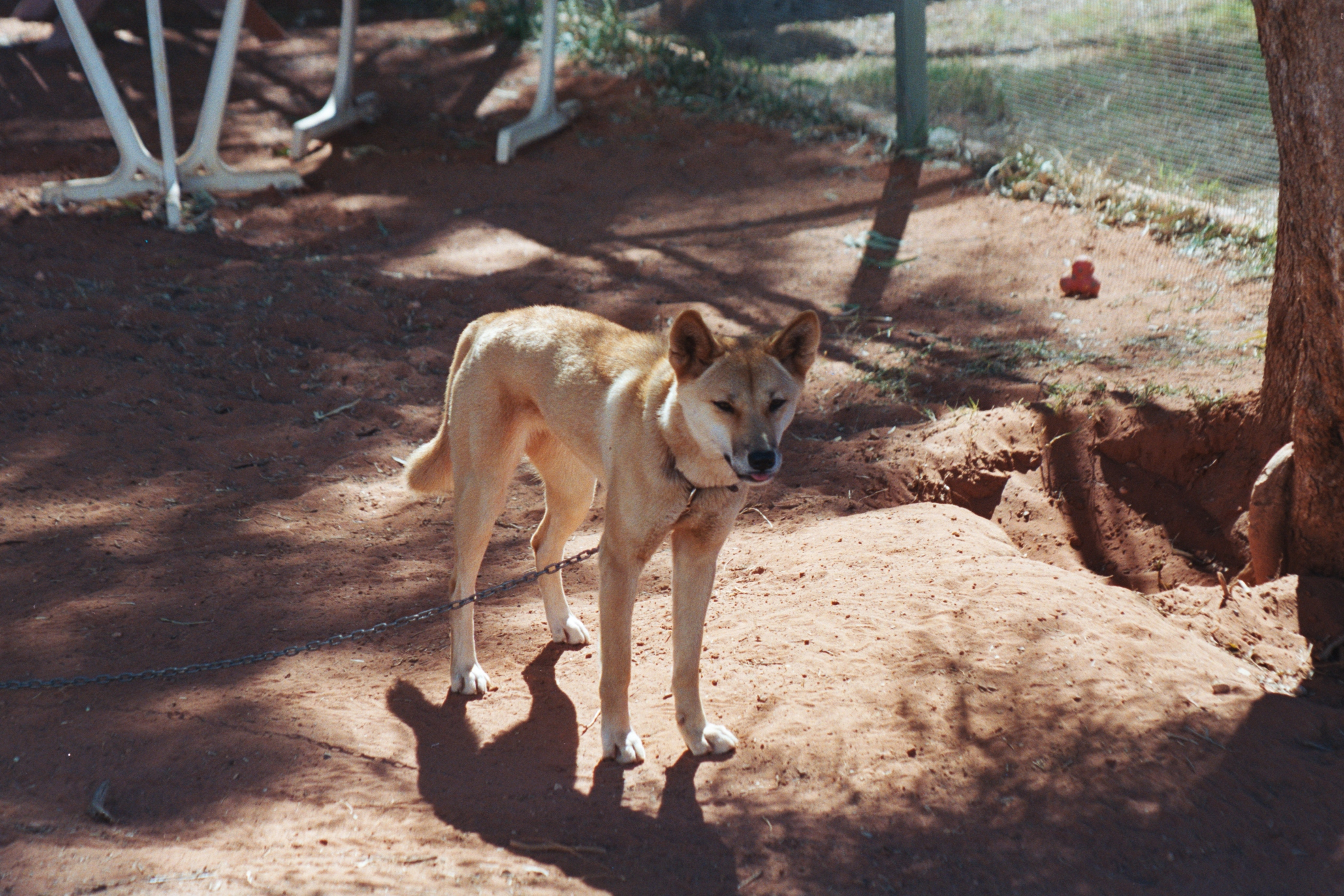
딩고는 때때로 애완동물로 길러지기도 하지만, 야생 동물의 본성은 억제하기 어렵다.

딩고는 인간과 자주 접촉하면 길들여질 수 있다. 또한, 일부 딩고는 인간과 함께 산다. 많은 원주민과 초기 유럽 정착민들은 딩고와 함께 살았다. 원주민들은 딩고 새끼를 굴에서 데려와 성적으로 성숙할 때까지 길렀고, 개들은 떠났다.
찰스 스터트 대학교의 연구원인 데이비드 젠킨스에 따르면, 순수 딩고의 번식과 재도입은 쉬운 선택지가 아니며, 2007년 현재 이 주제를 심각하게 다룬 연구는 없었는데, 특히 딩고 개체군이 이미 존재하는 지역에서는 더욱 그렇다.

#### 다른 동물과의 상호작용
오스트레일리아 생태계, 특히 도시 지역에서 야생 개가 현재 차지하는 위치는 아직 많이 알려져 있지 않다. 북부 및 중앙 오스트레일리아에서 딩고의 생태학적 역할은 잘 이해되고 있지만, 대륙 동부에서 야생 개의 역할은 그렇지 않다. 일부 주장과 달리 딩고는 야생 여우가 존재하는 지역에서 생물 다양성에 긍정적인 영향을 미치는 것으로 추정된다.
딩고는 최상위 포식자로 간주되며 생태학적으로 핵심적인 기능을 수행할 가능성이 있다. (과학 연구의 증거가 증가함에 따라) 그들은 먹이의 수를 제한하고 경쟁을 통제함으로써 생태계의 다양성을 조절하는 것으로 보인다. 야생 개는 염소와 돼지 같은 야생 가축뿐만 아니라 토착 먹이와 침입종 동물도 사냥한다. 북부 오스트레일리아의 야생 염소 수가 적은 것은 딩고의 존재 때문일 수 있지만, 그들이 염소의 수를 조절하는지는 아직 논쟁 중이다. 1995년 오스트레일리아 북부 습지 숲에서 수행된 연구에 따르면 딩고는 야생 돼지의 수를 줄이지 않았지만, 그들의 포식은 물소의 존재(돼지의 먹이 접근을 방해함)와 함께 돼지 개체군에만 영향을 미친다.
딩고와 붉은여우, 고양이 개체군의 상호 영향에 대한 관찰은 딩고가 여우와 고양이의 특정 자원에 대한 접근을 제한한다는 것을 시사한다. 결과적으로 딩고가 사라지면 붉은여우와 야생 고양이의 수가 증가하여 토착 동물에 대한 압력이 높아질 수 있다. 이러한 연구들은 딩고의 존재가 특정 지역에서 여우의 수를 낮게 유지하는 요인 중 하나이며, 따라서 토착 동물에 대한 압력을 줄여 해당 지역에서 사라지지 않게 한다는 것을 발견했다. 붉은여우의 전국적인 수는 딩고의 수가 적은 지역에서 특히 높지만, 지역에 따라 다른 요인들이 이에 영향을 미칠 수 있다. 뉴사우스웨일스주 블루 마운틴에서 야생 개와 붉은여우 사이에 경쟁이 있다는 증거가 발견되었는데, 이는 선호하는 먹이의 스펙트럼에서 많은 중복이 있었기 때문이지만, 대규모가 아닌 국지적 경쟁에 대한 증거만 발견되었다.
또한 딩고는 충분한 식량 자원(예: 굴토끼 수)과 은신처가 있는 지역에서는 붉은여우와 야생 고양이와 함께 살 수 있으며, 그들의 수를 줄이지 않는다. 야생 개와 야생 고양이의 관계에 대해서는 거의 알려진 바가 없으며, 둘 다 대부분 같은 지역에 산다는 점만 알려져 있다. 야생 개도 고양이를 잡아먹지만, 이것이 고양이 개체군에 영향을 미치는지는 알려져 있지 않다.
또한, 딩고가 사라지면 캥거루, 굴토끼, 오스트레일리아 브러시터키의 수가 증가할 수 있다. 딩고 울타리 밖의 지역에서는 에뮤의 수가 안쪽 지역보다 적다. 그러나 그 수는 서식지에 따라 달라졌다. 울타리 양쪽의 환경이 동일하기 때문에 딩고가 이러한 종의 조절에 강력한 요인이라고 가정되었다. 따라서 일부 사람들은 딩고 개체수를 늘리거나 딩고 개체수가 적은 지역에 딩고를 재도입하여 멸종 위기에 처한 토착종 개체군에 대한 압력을 낮추고 특정 지역에 재도입해야 한다고 주장한다. 또한, 퀸즐랜드주에서는 딩고 미끼를 놓은 후 오스트레일리아 브러시터키의 존재가 크게 증가했다.
딩고의 서식지는 오스트레일리아 대부분을 차지하지만, 남동부와 태즈메이니아주, 그리고 남서부 일부 지역에는 서식하지 않는다(지도 참조). 오스트레일리아의 가장 큰 현존하는 육상 포식자로서, 딩고는 큰 붉은캥거루 크기까지의 포유류와 회색캥거루, 웜뱃, 왈라비, 쿠올, 주머니여우 및 대부분의 다른 유대류를 잡아먹는다. 그들은 또한 새, 도마뱀, 물고기, 게, 가재, 뱀장어, 뱀, 개구리, 어린 악어, 큰 곤충, 달팽이, 죽은고기, 인간의 쓰레기, 그리고 때때로 떨어진 과일이나 씨앗을 추격한다.
딩고는 오스트레일리아의 많은 도입 및 침입종을 사냥하므로 환경에 잠재적으로 이로울 수도 있다. 여기에는 인간이 도입한 동물인 사슴과 그 새끼들(삼바사슴, 아프리카사슴, 말사슴) 및 물소뿐만 아니라 고도로 침입적인 굴토끼, 붉은여우, 야생 및 개, 일부 야생 개, 양, 송아지가 포함된다. 드물게 딩고 무리는 더 크고 위험한 단봉낙타, 야생 당나귀, 또는 야생마를 추격하기도 한다. 보호받지 못하는 어린 동물이나 병들고 약하거나 나이가 많은 개체는 가장 위험에 처해 있다.

### 문화적
딩고에 대한 문화적 견해는 종종 그들의 인지된 "교활함"과 문명과 야생 사이의 중간이라는 생각에 기반을 둔다.
초기 유럽 정착민 중 일부는 딩고를 개로 보았지만, 다른 이들은 늑대와 더 비슷하다고 생각했다. 시간이 지나면서 딩고가 양을 공격하기 시작했고, 유럽인과의 관계는 매우 빠르게 변했다. 그들은 유럽인의 시선으로 볼 때 용감하게 싸우지 않고 덤불 속으로 사라졌기 때문에 교활하고 비겁하다고 여겨졌다. 또한 그들은 난잡하거나 악마처럼 독성 물림이나 침을 가지고 있다고 여겨져 무자비하게 죽일 수 있었다. 시간이 지나면서 딩고 덫 사냥꾼들은 특히 잡기 힘든 딩고를 죽이는 데 성공했을 때 그들의 작업으로 명성을 얻었다. 딩고는 도둑, 부랑자, 부시레인저, 그리고 의회 반대파와 연관되었다. 1960년대부터 정치인들은 상대를 "딩고"라고 부르기 시작했는데, 이는 그들이 비겁하고 배신적이라는 의미였으며, 그 이후로 인기 있는 공격 형태가 되었다. 오늘날에도 "딩고"라는 단어는 "겁쟁이"와 "사기꾼"을 의미하며, 동사와 형용사 형태로도 사용된다.
딩고의 이미지는 일부 그룹 사이에서 교훈적인 것에서 악마적인 것까지 다양했다.
케이프요크반도에서 울부짖는 형태의 예식과 드림타임 이야기가 딩고와 연결되어 세대를 거쳐 전해져 내려왔다.
딩고는 원주민의 드림타임 이야기에서 중요한 역할을 하지만, 멸종된 태즈메이니아주머니늑대와 비교할 때 동굴 벽화에서는 거의 묘사되지 않는다. 노던 준주 야랄린 지역 주민의 한 부족 원로에 따르면, 드림타임 딩고는 딩고와 인간 모두의 조상이라고 한다. 딩고는 "우리가 지금의 우리가 아니라면 그랬을 것"이라고 한다.
유럽인들이 딩고를 얻었던 것과 유사하게, 오스트레일리아의 원주민들은 이민자들로부터 개들을 매우 빠르게 얻었다. 이 과정이 너무 빨라서 프랜시스 배럴리어 (포트잭슨만 식민지 주변 초기 탐험의 측량사)는 1802년에 유럽 기원의 개 다섯 마리가 자신보다 먼저 그곳에 있었다는 것을 발견했다. 한 이론은 다른 개들이 "순수" 딩고의 역할을 맡는다고 주장한다. 물소와 개와 같은 도입된 동물들은 의식, 전통 그림, 드림타임 이야기의 형태로 원주민 문화에 편입되었다.
출판된 신화의 대부분은 서부 사막 문화권에서 유래했으며 놀라운 복잡성을 보여준다. 일부 이야기에서는 딩고가 중심 인물이지만, 다른 이야기에서는 단지 보조적인 역할만을 한다. 한 번은 드림타임의 조상이 인간과 딩고를 창조하거나 그들에게 현재의 형태를 부여했다. 이야기는 창조, 사회적으로 용인되는 행동, 그리고 왜 어떤 것들이 현재의 모습인지에 대한 설명을 언급한다. 변신자(인간에서 딩고로 또는 그 반대), "딩고-사람", 그리고 물구덩이나 산과 같은 특정 풍경이나 그 풍경의 요소들의 창조에 대한 신화가 존재한다.

### 경제적
1800년대 초부터 오스트레일리아 전역으로 가축 사육이 확대되면서 딩고와 목축업자 사이에 갈등이 발생했다. 양과 그보다는 덜하지만 소는 딩고에게 쉬운 표적이었다. 목축업자들과 이 산업을 지원하는 정부 기관은 딩고를 총으로 쏘고, 덫으로 잡고, 독살하거나 굴에 있는 새끼를 죽였다. 두 세기 동안의 박해에도 불구하고, 딩고 또는 딩고-개 잡종은 여전히 대륙 대부분 지역에서 발견된다.
피해의 실제 범위와 문제의 원인에 대한 연구는 최근에야 시작되었다. 가축은 여러 원인으로 죽을 수 있으며, 사체가 발견되었을 때 사인의 원인을 확실하게 판단하기 어려운 경우가 많다. 가축에 대한 공격 결과는 포식자와 먹이의 행동과 경험에 크게 좌우되므로, 딩고나 다른 개과 동물의 공격이었는지는 직접 관찰해야만 확실히 알 수 있다. 야생개의 배설물에서 먹이의 잔해가 발견된다고 해서 그들이 해충이라는 것을 증명하는 것은 아니다. 야생개도 죽은고기를 먹기 때문이다.

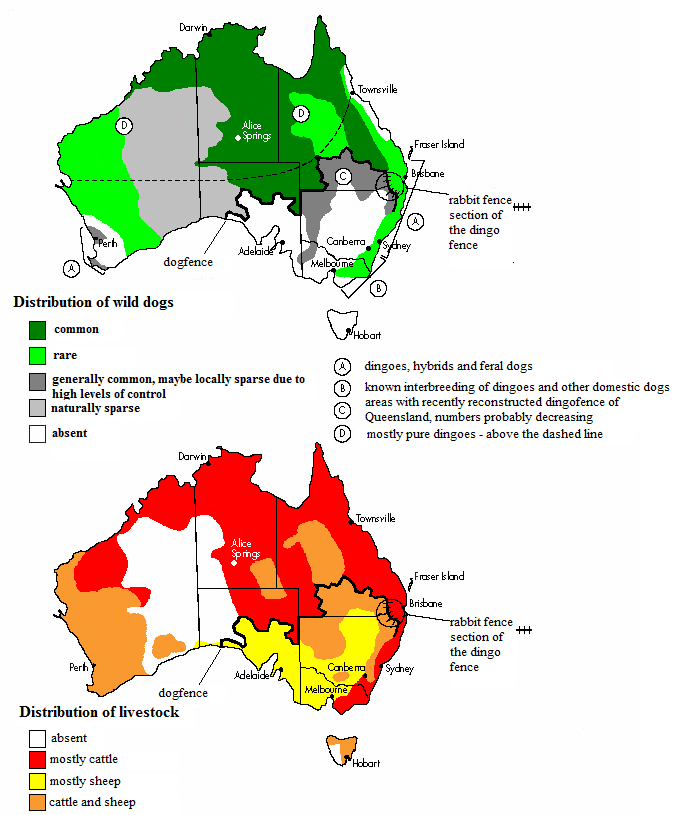
야생 개와 가축의 분포

소 산업은 적거나 보통, 때로는 많은 수의 야생 개를 용인할 수 있다(따라서 딩고는 이러한 지역에서 해충으로 쉽게 간주되지 않는다). 양과 염소의 경우, 무관용 태도가 일반적이다. 가장 큰 위협은 예시장 지역 내부 또는 근처에 사는 개들이다. 양 손실의 정도는 오스트레일리아 일부 지역의 넓은 목초지 때문에 파악하기 어렵다.
2006년 노던 준주의 방목 지역에서 소 손실은 최대 30%로 추정되었다.
따라서 토종 먹이의 가용성, 소의 방어 행동 및 건강과 같은 요소는 손실 수에 중요한 역할을 한다. 2003년 중앙 오스트레일리아 연구는 다른 먹이(예: 캥거루 및 토끼)의 공급이 충분할 때 딩고가 소 수에 미치는 영향이 적다는 것을 확인했다. 오스트레일리아 일부 지역에서는 뿔이 없는 소 대신 뿔이 있는 소를 사용하면 송아지 손실이 최소화될 것으로 추정된다. 정확한 경제적 영향은 알려져 있지 않으며, 일부 송아지의 구출이 필요한 통제 조치 비용을 상쇄할 가능성은 낮다. 송아지는 일반적으로 크기와 성체 소의 보호 덕분에 양보다 덜 치명적인 상처를 입으므로 공격에서 살아남을 가능성이 더 높다. 결과적으로 개 공격의 증거는 소를 다시 우리 안으로 몰아넣은 후에야 발견될 수 있으며, 물린 귀, 꼬리 및 기타 상처와 같은 징후가 발견된다.
소 소유주의 딩고에 대한 의견은 양 소유주보다 더 다양하다. 일부 소 소유주는 가뭄 시기에 약해진 어미가 송아지를 잃는 것이 더 낫다고 믿는데, 이는 어미가 송아지를 돌볼 필요가 없기 때문이다. 따라서 이들 소유주는 딩고를 죽이는 것을 더 주저한다. 소 산업은 딩고가 굴토끼, 캥거루, 쥐를 잡아먹는 것으로부터 이점을 얻을 수 있다. 또한, 송아지 사망률은 여러 가지 원인이 있을 수 있으며, 그 원인들을 구별하기 어렵다. 피해를 평가하는 유일한 신뢰할 수 있는 방법은 모든 임신한 암소를 기록한 다음, 그들의 발달과 송아지의 발달을 관찰하는 것이다. 딩고가 통제된 지역에서 관찰된 송아지 손실은 다른 지역보다 높았다. 따라서 가축 손실은 딩고의 발생으로 인해 반드시 발생하는 것은 아니며, 야생 개와 무관하다. 한 연구원은 딩고가 통제된 소 농장에서는 캥거루가 많았고, 이것이 풀의 가용성에 영향을 미친다고 말했다.
개는 오스트레일리아에서 완전히 성장한 양을 죽일 수 있는 유일한 육상 포식자이며, 심각한 부상에서 회복하는 양은 거의 없다. 어린 양의 경우, 죽음은 포식자의 공격 외에도 여러 원인이 있을 수 있으며, 포식자는 사체를 먹기 때문에 죽음의 원인으로 지목된다. 붉은여우의 공격도 가능하지만, 그러한 공격은 이전에 생각했던 것보다 더 드물다. 양과 염소 산업이 야생 개에 의한 피해에 소 산업보다 훨씬 더 취약한 이유는 주로 두 가지 요인 때문인데, 바로 양의 도피 행동과 위험에 직면했을 때 함께 무리 짓는 경향, 그리고 야생 개의 사냥 방식과 염소 및 양을 효과적으로 다루는 방식 때문이다.
따라서 가축 산업에 대한 피해는 지역의 야생 개 개체수와 상관관계가 없다(야생 개가 없는 곳에서는 피해가 발생하지 않는다는 점을 제외하고).
퀸즐랜드주 정부 보고서에 따르면, 야생 개는 가축 손실, 질병 확산, 통제 조치 등으로 주에 연간 약 3천만 달러의 비용을 초래한다. 가축 산업에 대한 손실만 해도 1천8백만 달러에 달하는 것으로 추정되었다. 퀸즐랜드주 바칼딘에서는 매년 전체 양의 최대 5분의 1이 딩고에 의해 죽임을 당하는데, 이는 "전염병"으로 묘사되었다. 1995년 파크 및 야생동물 관리 서비스가 수행한 소 소유주 대상 설문조사에 따르면, 소유주들은 야생 개로 인한 연간 손실을 (지역에 따라) 1.6%에서 7.1%로 추정했다.
2018년, 사우스오스트레일리아주 북부의 한 연구에 따르면 태아/송아지 손실은 평균 18.6%였으며, 딩고 미끼 투여로 인한 유의미한 감소는 없었다. 송아지 손실은 딩고 활동 증가와 상관관계가 없었으며, 소 질병인 페스티바이러스 및 렙토스피라증이 주요 원인이었다. 딩고는 그 후 사체를 먹었다. 딩고가 송아지를 잡아먹는 증거도 있었다.
원주민들 사이에서 딩고는 사냥 보조, 살아있는 물주머니, 캠프 개로도 사용되었다. 그들의 두피는 일종의 통화로 사용되었고, 이빨은 전통적으로 장식용으로, 털은 전통 의상으로 사용되었다.
때때로 "순수한" 딩고는 방문객을 유치하는 데 사용될 때 관광에 중요하다. 그러나 이는 프레이저 섬에서만 흔한 것으로 보이며, 그곳에서 딩고는 섬의 매력을 높이는 상징으로 광범위하게 사용된다. 관광객들은 딩고와 직접 상호 작용하는 경험에 이끌린다. 딩고 사진은 섬을 광고하는 브로슈어, 많은 웹사이트 및 엽서에 나타난다.

## 법적 지위

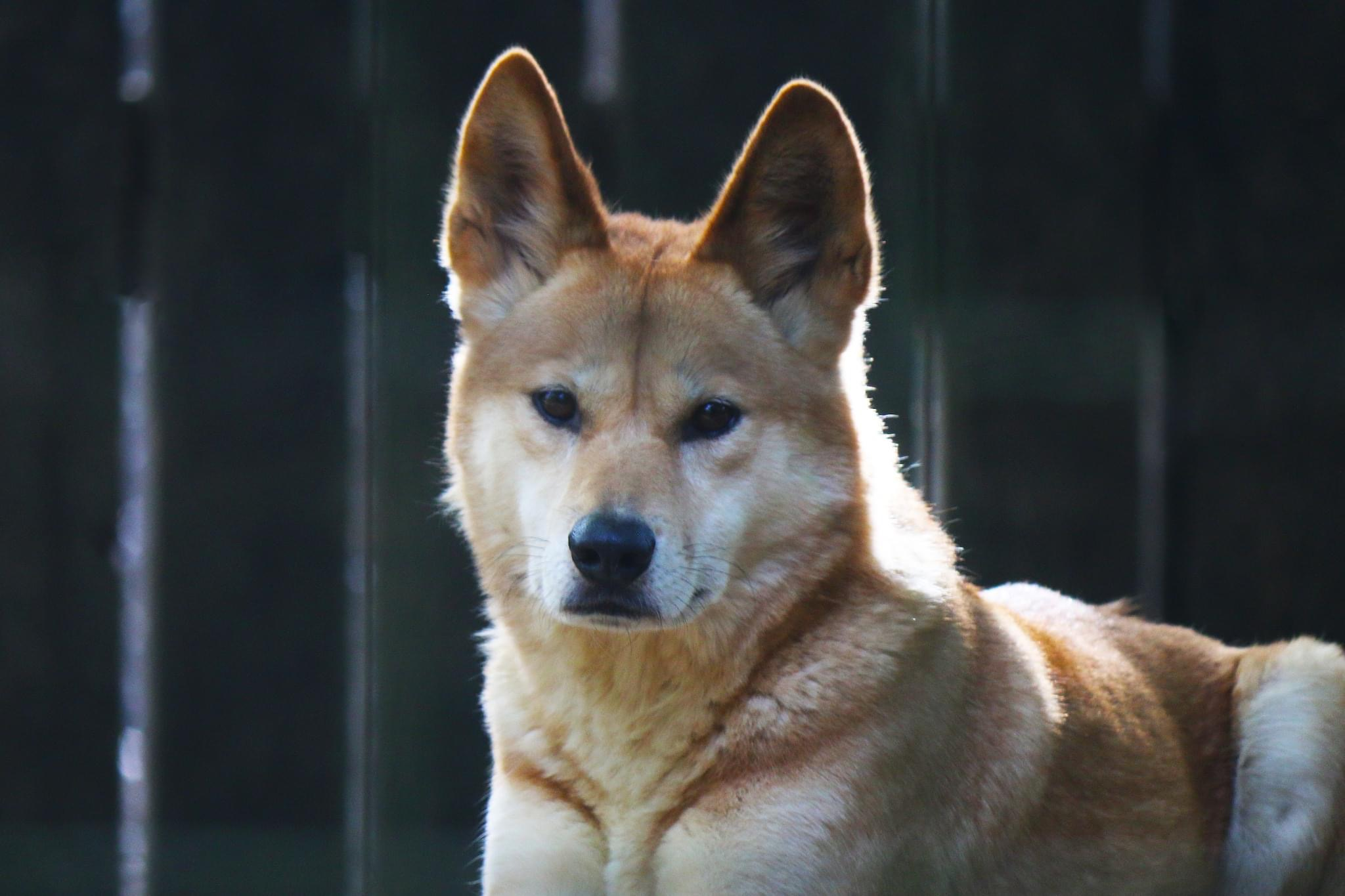
메릴랜드주 동물원의 딩고

딩고는 오스트레일리아의 모든 관할권 법률에 따라 토착 동물로 인정된다. 오스트레일리아에는 500개 이상의 국립공원이 있으며, 이 중 6개를 제외한 모든 공원은 주와 준주에서 관리한다. 2017년 현재 딩고의 법적 지위는 이러한 관할권마다 다르며, 일부 경우에는 단일 관할권의 다른 지역마다 다르다. 2008년 현재 이러한 관할권 중 일부는 딩고를 침입성 토착종으로 분류한다.
- 오스트레일리아 정부: 1999년 환경보호생물다양성보존법 528조는 1400년 이전에 오스트레일리아에 존재했던 종을 토착종으로 정의한다. 딩고는 모든 오스트레일리아 정부 관리 국립공원 및 보호구역, 세계유산 지역, 기타 보호 지역에서 보호된다.
- 오스트레일리아 수도 준주: 딩고는 2005년 해충 식물 및 동물법에 따라 제정된 2016년 해충 식물 및 동물 (해충 동물) 선언 (제1호)에 따라 국립공원 및 보호구역 외 지역에서 "해충 동물"로 등재되어 있으며, 이는 해충 동물 관리 계획을 요구한다. 2014년 자연보전법은 국립공원 및 보호구역에서 토착 동물을 보호하지만, 2005년 해충 식물 및 동물법에 따라 선언된 "해충 동물"은 이 보호에서 제외한다.
- 뉴사우스웨일스주: 딩고는 1974년 국립공원 및 야생동물법에 따라 "야생동물"의 정의에 해당하지만, 동법 11조에 따라 "비보호 동물"이기도 하다. 1921년 야생 개 파괴법은 주의 서부 지역에만 적용되며, 딩고를 "야생 개"의 정의에 포함한다. 이 법은 토지 소유자에게 자신의 재산에 있는 야생 개를 파괴할 것을 요구하며, 허가 없이 딩고 또는 반잡종 딩고를 소유한 사람은 벌금형에 처해진다. 주의 다른 지역에서는 딩고가 이 법에 따라 "개"로 정의되므로, 1998년 반려 동물법에 따라 애완동물로 사육될 수 있다. 딩고는 유럽인의 도착 이전에 이미 개체군을 형성했기 때문에 멸종 위기종 보존법에 등재될 것이 제안되었지만, 아직 결정이 내려지지 않았다.
- 노던 준주: 딩고는 "오스트레일리아 토착 척추동물"이므로 2014년 준주 공원 및 야생동물 보존법에 따라 "보호 야생동물"이다. 보호 야생동물과 관련된 모든 사항에 대해서는 허가가 필요하다.
- 퀸즐랜드주: 딩고는 1992년 자연보전법에 따른 2006년 자연보전(야생동물) 규정에 "최소 관심 야생동물"로 등재되어 있으므로 국립공원 및 보존 지역에서 보호된다. 딩고는 2002년 토지보호(해충 및 가축 이동경로 관리)법에 따른 2003년 토지보호(해충 및 가축 이동경로 관리) 규정에 "해충"으로 등재되어 있으며, 이는 토지 소유자에게 자신의 토지를 해충으로부터 자유롭게 유지하기 위한 합리적인 조치를 취할 것을 요구한다.
- 사우스오스트레일리아주: 1972년 국립공원 및 야생동물법은 오스트레일리아 토착 동물을 보호 동물로 정의하지만, 딩고를 11조에 따라 "비보호 종"으로 등재한다. 1946년 개 울타리법의 목적은 야생 개가 개 방지 울타리 남쪽의 목축 및 농업 지역으로 들어오는 것을 막는 것이다. 딩고는 이 법에 따라 "야생 개"로 등재되어 있으며, 토지 소유자는 울타리를 유지하고 울타리 근처의 야생 개를 총살, 덫 사냥 또는 미끼 투여를 통해 파괴해야 한다. 딩고는 2004년 자연 자원 관리법에 "비보호 종"으로 등재되어 있으며, 이는 토지 소유자가 개 울타리 바로 북쪽의 토지에 "동물 통제"를 위해 미끼를 놓을 수 있도록 허용한다.
- 태즈메이니아주: 태즈메이니아주에는 토착 딩고 개체군이 없다. 딩고는 2002년 자연보전법에 "제한 동물"로 등재되어 허가 없이 수입할 수 없다. 일단 태즈메이니아주로 수입되면 딩고는 2000년 개 통제법에 따라 개로 등재된다.
- 빅토리아주: 딩고는 오스트레일리아 "토착" 척추동물 "분류군"이며, 따라서 야생동물을 보호하는 1975년 야생동물법에 따라 "야생동물"이다. 이 법은 딩고를 사육하기 위해서는 허가가 필요하며, 이 딩고는 개와 교배해서는 안 된다고 규정한다. 이 법은 주의 특정 지역에서 딩고를 비보호종으로 지정하는 명령을 내릴 수 있도록 허용한다. 2010년 9월 28일 제정된 추밀령은 주의 북서부 끝과 멜버른 북동부 전체를 포함한다. 이는 사유지의 가축을 보호하기 위해 제정되었다. 이 명령은 해당 지역의 사유지에서 어떤 사람이든 딩고를 덫으로 잡거나, 총살하거나, 미끼를 놓을 수 있도록 허용하는 반면, 주 소유지에서는 딩고를 보호한다.
- 웨스턴오스트레일리아주: 딩고는 웨스턴오스트레일리아주 야생동물 보존법에 따라 "비보호" 토착 동물군으로 간주된다. 딩고는 웨스턴오스트레일리아주 생물체 목록에 "선언된 해충"으로 기록되어 있다. 이 목록은 2007년 생물안전 및 농업 관리법에 따라 해충으로 선언된 종들을 기록하며, 이들은 웨스턴오스트레일리아주 전역에서 해충으로 간주된다. 토지 소유자는 자신의 토지에 선언된 해충을 처리하기 위해 규정된 조치를 취해야 한다. WA 정부의 정책은 가축 방목 지역에서 딩고 박멸을 촉진하고 나머지 주에서는 방해받지 않도록 하는 것이다.[121]

## 통제 조치
딩고의 가축 공격은 집중적인 농업 사용 지역에서 딩고를 퇴치하기 위한 광범위한 노력으로 이어졌으며, 모든 주와 준주에서 딩고 통제를 위한 법률을 제정했다. 20세기 초, 딩고를 양이 자주 드나드는 지역에서 멀리 떨어뜨리기 위해 울타리가 세워졌고, 일부 가축 소유주들 사이에서는 딩고를 정기적으로 박멸하려는 경향이 생겼다. 양 지역에서 딩고를 통제하는 확립된 방법은 모든 재산에 특정 작업자를 고용하는 것을 수반했다. 이 사람들(별칭 "도거스")의 임무는 강철 덫, 미끼, 총기 및 기타 방법을 사용하여 딩고 수를 줄이는 것이었다. 야생 개 통제에 대한 책임은 오로지 토지 소유자에게만 있었다. 동시에 정부는 딩고 수를 통제해야 했다. 결과적으로 시간이 지남에 따라 딩고 통제를 위한 여러 조치가 개발되었다. 딩고가 더 풍부한 먹이 개체군이 있는 지역에 도달하기 위해 장거리를 이동한다는 점도 고려되었으며, 통제 방법은 종종 "경로" 또는 "길"을 따라 그리고 양 지역에서 멀리 떨어진 지역에 집중되었다. 모든 딩고는 잠재적인 위험으로 간주되어 사냥되었다.
1080 독약(40년 동안 광범위하게 사용되었으며 "독개"로 불림)의 도입 외에는 야생 개를 통제하기 위한 방법과 전략이 시간이 지나면서 거의 변하지 않았다. 원주민에게 문화적 중요성과 딩고의 중요성, 그리고 통제 조치가 다른 종에 미치는 영향에 대한 정보도 일부 지역에서는 부족하다. 역사적으로 딩고가 통제될 때 원주민의 태도와 필요는 고려되지 않았다. 고려될 수 있는 다른 요인으로는 해당 지역 딩고의 유전적 상태(교잡 정도), 소유권 및 토지 이용, 그리고 살해 조치를 지역 밖으로 줄이는 것이 있다. 그러나 대부분의 통제 조치와 적절한 연구는 가축 손실을 최소화하고 딩고를 보호하는 것이 아니다.
무작위적인 딩고 살해와 다른 동물에 대한 영향에 대한 환경론자들의 압력이 증가하면서, 통제 조치의 필요성을 증명하고 불필요한 살해 주장을 반박하기 위해 더 많은 정보가 수집되어야 했다. 오늘날 영구적인 개체수 통제는 모든 야생 개가 미치는 영향을 줄이고 야생에서 "순수" 딩고의 생존을 보장하는 데 필요하다고 간주된다.

### 수호 동물
가축을 보호하기 위해 가축 보호견 (예: 마렘마), 당나귀, 알파카, 라마가 사용된다.

### 딩고 울타리

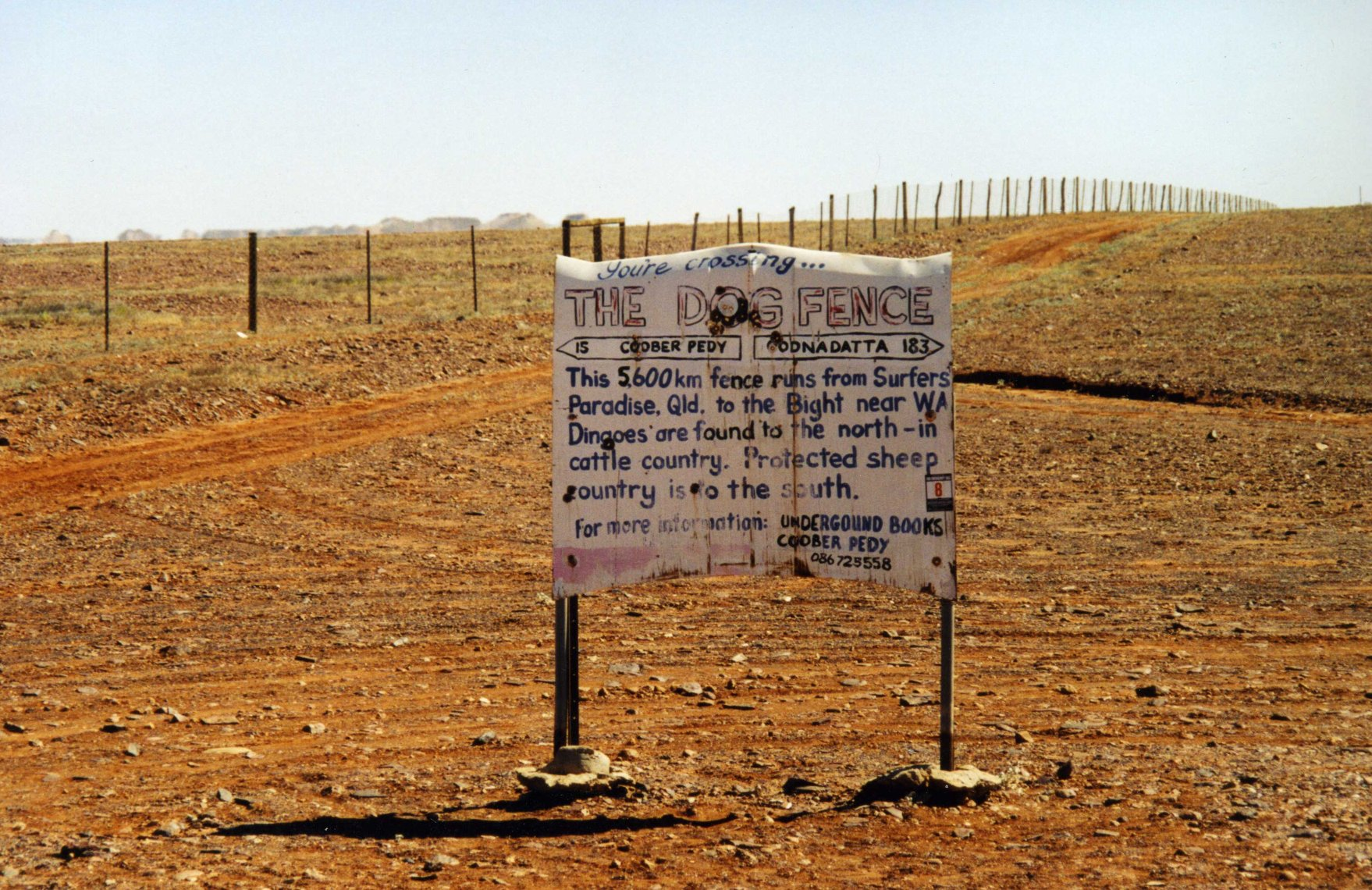
딩고 울타리의 일부

1920년대에 1921년 야생 개 법률을 기반으로 딩고 울타리가 세워졌고, 1931년까지 사우스오스트레일리아주의 여러 지역에 수천 마일의 딩고 울타리가 세워졌다. 1946년, 이러한 노력은 하나의 목표로 통합되어 딩고 울타리가 마침내 완성되었다. 이 울타리는 뉴사우스웨일스주와 퀸즐랜드주의 다른 울타리와 연결되었다. 딩고 울타리 유지 관리의 주요 책임은 여전히 울타리에 인접한 토지 소유자에게 있으며, 이들은 정부로부터 재정 지원을 받는다.

### 포상금 제도
포상금 제도(지역 및 정부)는 1846년부터 20세기 말까지 활성화되었지만, 수십억 달러가 지출되었음에도 불구하고 효율적인 통제 방법이었다는 증거는 없다. 따라서 그 중요성은 시간이 지남에 따라 감소했다.
딩고 두피 작업은 1912년 사우스오스트레일리아주 정부의 야생 개 법률 통과로 시작되었다. 가축 포식 피해를 줄이기 위한 노력으로, 그 정부는 딩고 가죽에 대한 포상금을 제공했으며, 이 프로그램은 나중에 웨스턴오스트레일리아주와 노던 준주에서도 반복되었다. 한 작가는 이 새로운 법률과 경제적 동기가 해당 지역의 원주민 사회에 상당한 영향을 미쳤다고 주장한다. 이 법은 1931년, 1938년, 1948년을 포함하여 업데이트 및 개정되었다.

### 독살

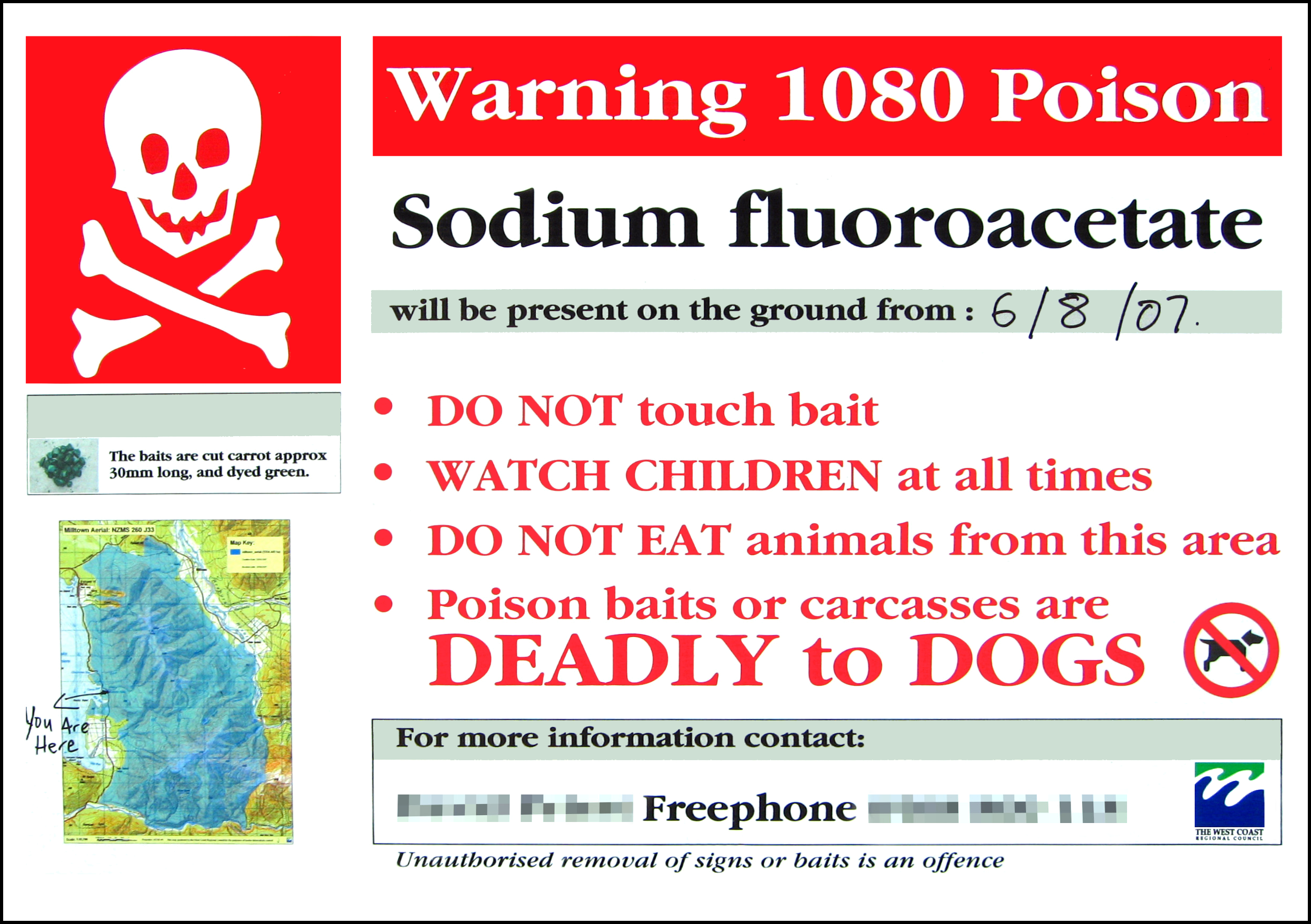
플루오로아세트산 나트륨 독 미끼 경고

1080 독이 든 미끼는 개 통제에 가장 빠르고 안전한 방법으로 간주되는데, 개들이 독에 매우 취약하기 때문이다. 개당 적은 양의 독(0.3mg/kg)으로도 충분하다. 공중 미끼 투여는 연방 정부에 의해 1988년 민간 항공 규정에 따라 규제된다. 호랑이쿠올이 독에 의해 피해를 입을 수 있다는 가정은 공중 미끼 투여를 할 수 있는 지역의 감소로 이어졌다. 공중 미끼 투여가 더 이상 불가능한 지역에서는 미끼를 설치해야 한다.
2004년부터 시안화물 분출기 및 보호 목줄(특정 지점에 1080으로 채워짐)이 시험되었다.
2016년, 오스트레일리아 퀸즐랜드 북부 해안의 펠로루스 섬에 있는 딩고 개체군에 2년 후 치명적인 양의 1080 독극물을 방출하는 알약을 주사하여 염소 박멸에 도움이 되도록 의도적으로 방출하려는 계획을 둘러싸고 논란이 일었다. 딩고는 '사형수 딩고'로 불렸고, 지역적으로 위협받는 해안 조류에 대한 우려 때문에 이 계획은 무산되었다.

### 중성화 수술
딩고 및 기타 개 소유자는 때때로 애완동물을 중성화하고 관찰하여 떠돌이 개의 수를 줄이고 딩고와의 교잡을 방지하도록 요청받는다.

### 조치의 효율성
통제 조치의 효율성은 과거에도 의문이 제기되었고, 오늘날에도 종종 의문이 제기되며, 비용 대비 효과가 좋은지에 대한 의문도 제기된다. 프리미엄 시스템은 속임수에 취약하고 대규모로는 쓸모없다는 것이 입증되었으며, 따라서 "문제견"을 제거하는 데만 사용할 수 있다. 동물 포획은 비인간적이고 대규모로는 비효율적인 것으로 간주되는데, 미끼의 제한적인 효능 때문이다. 연구에 따르면, 어차피 죽었을 어린 개만 잡힐 수 있다고 추정된다. 더욱이 야생 개는 학습 능력이 뛰어나서 때때로 덫을 매우 효율적으로 감지하고 피할 수 있다. 한 사례에서는 암컷 딩고가 개 사냥꾼을 따라가며 덫을 덮은 모래를 조심스럽게 발로 밀어 하나씩 덫을 작동시켰다.
독이 있는 미끼는 고기 품질이 좋으면 매우 효과적일 수 있지만, 오래 지속되지 않으며 때때로 붉은여우, 쿠올, 개미, 새에게 먹히기도 한다. 공중 미끼 투여는 딩고 개체군 전체를 거의 제거할 수 있다. 가축 보호견은 가축 손실을 효과적으로 최소화할 수 있지만, 넓은 개방 지역에 넓게 분포된 가축에게는 덜 효과적이다. 또한, 소유주가 충분히 감독하지 않으면 가축에게 위험하거나 통제 조치에 의해 죽임을 당할 수 있다. 울타리는 야생 개가 특정 지역에 들어오는 것을 확실히 막아주지만, 건설 비용이 많이 들고 영구적인 유지보수가 필요하며, 문제만 다른 곳으로 옮길 뿐이다.
통제 조치는 대부분 더 작은 무리를 만들고 무리 구조를 파괴하는 결과를 낳는다. 이러한 조치는 오히려 가축 산업에 해롭다. 왜냐하면 비어있는 영역이 어린 개들에게 점령되고, 그 결과 포식이 증가하기 때문이다. 그럼에도 불구하고 통제 조치가 중앙 오스트레일리아에서 딩고를 완전히 박멸할 가능성은 낮으며, 모든 야생 개를 제거하는 것은 현실적인 선택지로 간주되지 않는다.
프레이저 섬에서 미성숙 딩고의 소수 개체군을 도태하는 것이 전체 섬 개체군에 큰 부정적인 영향을 미치지 않는다는 것이 입증되었지만, 이에 대해서는 논란이 있다.

## 순혈종 보존
2004년까지 딩고는 IUCN 적색 목록에서 "최소 관심"으로 분류되었다. 2008년에는 개와 교배하여 "순수" 딩고의 수가 약 30%로 감소함에 따라 "취약종"으로 재분류되었다. 2018년, IUCN은 딩고를 야생 개로 간주하여 적색 목록에서 제외했다. 현재 딩고의 개체수는 알려져 있지 않으며, IUCN 적색 목록에는 "평가되지 않음"으로 등재되어 있다.
딩고는 오스트레일리아의 넓은 지역에 상당히 많이 분포하지만, 서식지의 많은 지역에서 다른 개들과 교배하여 멸종 위기에 처해 있다는 주장이 있다. 딩고는 뉴사우스웨일스주, 노던 준주 및 빅토리아주의 국립공원 및 자연보호구역, 아넘랜드 및 기타 원주민 토지, 세계유산 지역, 그리고 오스트레일리아 수도 준주 전체와 같은 보존 지역에서 다양한 수준의 보호를 받는다. 일부 주에서는 딩고를 선언된 해충으로 간주하며, 토지 소유자는 지역 개체수를 통제할 수 있다. 오스트레일리아 전역에서 다른 모든 야생 개는 해충으로 간주된다.

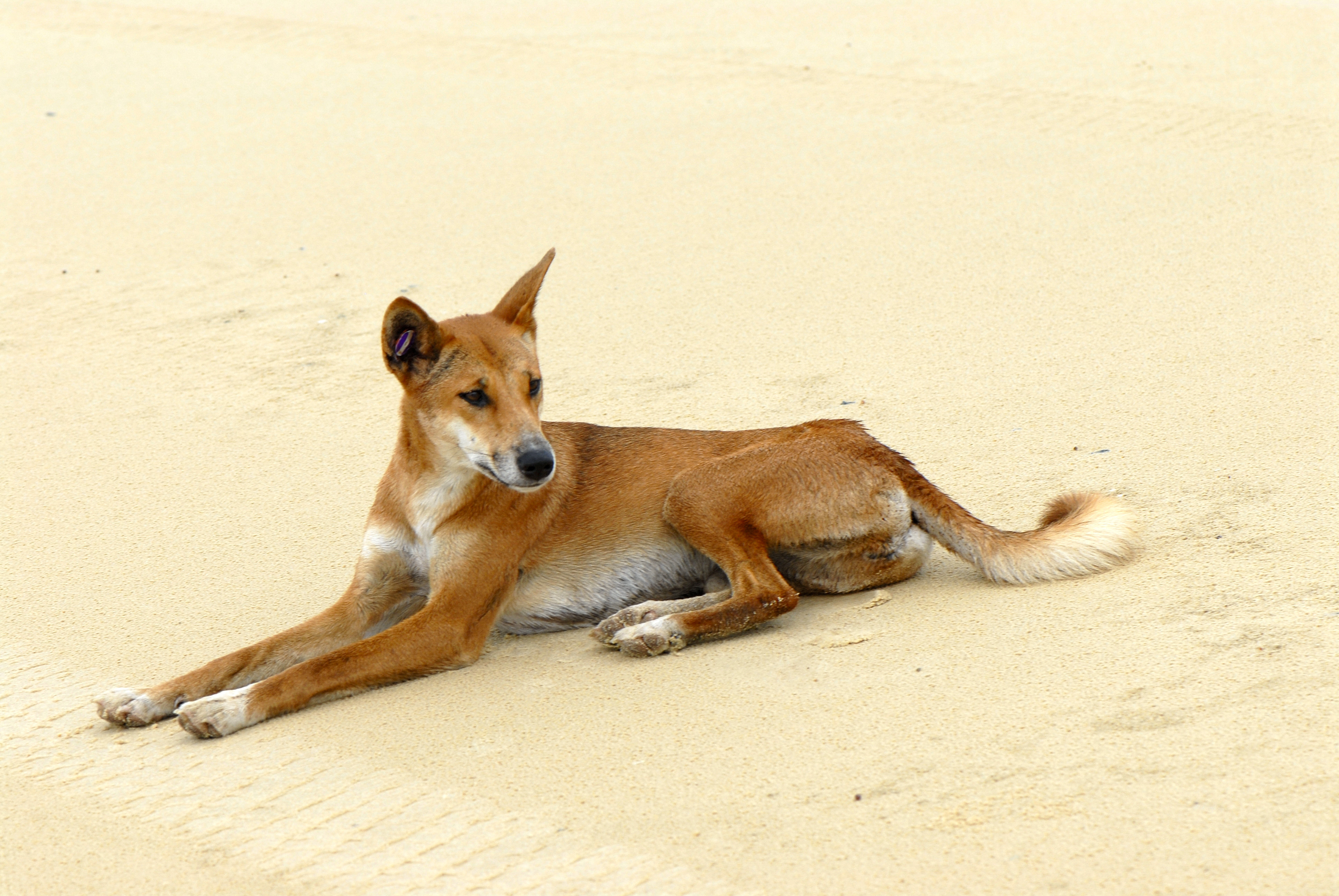
프레이저 섬에서 태그된 귀를 가진 암컷 딩고

프레이저 섬은 오스트레일리아 동부 해안에 위치한 1,840제곱킬로미터 규모의 세계유산이다. 이 섬에는 유전적으로 개 혼합이 없는 독특한 딩고 개체군이 서식하며, 그 수는 120마리로 추정된다. 이 딩고들은 남동부 딩고와 밀접하게 관련되어 있지만 뉴기니 싱잉 도그와 많은 유전자를 공유하고 북서부 딩고와의 혼합 (생물학) 증거도 일부 보여 특이하다. 그들의 보존 가치 때문에 2013년 2월, 프레이저 섬 딩고 관리 전략에 대한 보고서가 발표되었는데, 여기에는 딩고 위협 중단, 태그 부착 관행 변경 및 정기적인 수의사 검진, 섬 내 영구적인 딩고 보호구역 설립 등의 선택지가 포함되었다. 2004년 DNA 검사 결과, 프레이저 섬의 딩고는 딩고-개 잡종과 달리 "순수"한 것으로 나타났다. 그러나 1990년대 중반의 두개골 측정 결과는 달랐다. 2013년 연구에 따르면 타나미 사막에 사는 딩고는 오스트레일리아에서 가장 "순수한" 딩고에 속한다.
번식 프로그램을 통해 "순수" 딩고 보존에 헌신하는 단체로는 오스트레일리아 토착 개 보존 협회와 오스트레일리아 딩고 보존 협회가 있다. 현재 딩고 보존 단체의 노력은 대부분의 개들이 검증되지 않았거나 잡종으로 알려져 있어 비효율적인 것으로 간주된다.
딩고 보존 노력은 주로 순수 딩고 개체군을 보존하기 위해 딩고와 다른 개들 간의 교배를 방지하는 데 초점을 맞추고 있다. 이는 매우 어렵고 비용이 많이 든다. 보존 노력은 오스트레일리아에 얼마나 많은 순수 딩고가 남아 있는지 알려져 있지 않다는 사실에 의해 방해받는다. 순수 딩고를 보존하기 위한 조치는 딩고와 다른 개들을 식별하는 것이 특히 살아있는 개체의 경우 절대적으로 신뢰할 수 있을 때만 효과적일 수 있다. 또한, 보존 노력은 통제 조치와 충돌한다.
순수하고 생존 가능한 딩고 개체군의 보존은 인간 및 다른 개들과의 접촉이 드문 외딴 지역에서 유망하다. 뉴사우스웨일스 주립 공원 정책에 따라 공원, 보호구역 및 농업에 사용되지 않는 다른 지역에서는 다른 토착 종의 생존에 위협을 가할 때만 이러한 개체군을 통제해야 한다. 순수 딩고가 있는 지역 주변에 "개 없는" 완충 지대를 도입하는 것은 교배를 막기 위한 현실적인 방법으로 간주된다. 이는 보호 지역 밖에서 모든 야생 개를 죽일 수 있도록 하는 정도로 시행된다. 그러나 2007년 연구에 따르면 핵심 지역에 대한 집중적인 통제조차도 교배 과정을 막을 수 없을 가능성이 있다.
딩고 디스커버리 보호구역 및 연구 센터에 따르면, 많은 연구에서 "규제되지 않고 무지한 농업 관행"의 결과로 심각하게 황폐화된 지역에 균형을 되찾기 위해 딩고를 이전에 점유했던 지역으로 재도입하는 사례를 발견하고 있다.
딩고 밀도는 뉴사우스웨일스주의 가이 포크스강 지역과 사우스오스트레일리아주에서 토끼 전염병이 최고조에 달했을 때 제곱킬로미터당 최대 3마리로 측정되었다.

### 잡종화

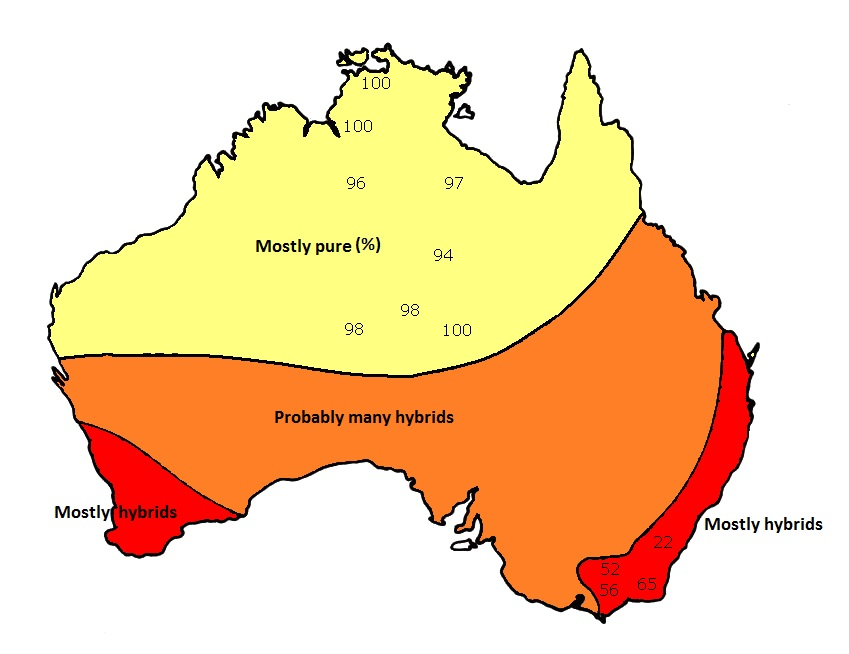
딩고와 딩고-개 잡종의 광범위한 분포 지도 및 순수도 비율

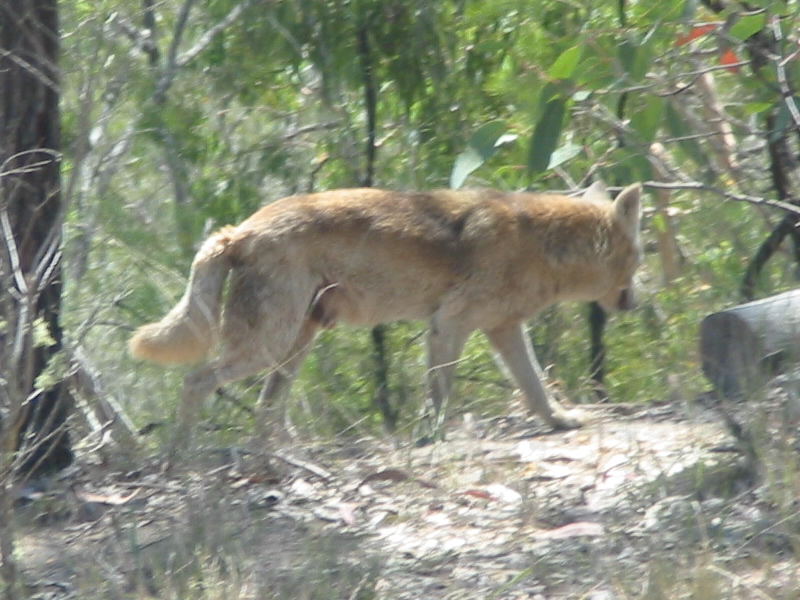
비정형적인 털색을 가진 야생 개, 아마도 잡종일 가능성

2023년, 딩고 유전체 전반에 걸쳐 195,000개 지점을 사용하여 402마리의 야생 및 사육 딩고를 연구한 결과, 과거 잡종화 연구가 과대평가되었고 순수 딩고가 원래 생각했던 것보다 더 흔하다는 것이 밝혀졌다. 연구에 따르면 딩고는 유전적으로 4개의 뚜렷한 개체군으로 존재했다. 이전 연구에서는 딩고 유형이 하나뿐이라고 가정했으며, 따라서 전국 딩고 간의 차이는 잡종화 때문이라고 생각했지만, 실제로는 딩고 유형이 다르기 때문인 것으로 밝혀졌다.
2021년, 오스트레일리아 전역에서 서식하는 5,000마리 이상의 야생 개과 동물에 대한 DNA 검사 결과, 31마리는 야생 개였고 27마리는 1세대 잡종이었다. 이 발견은 딩고가 거의 멸종되었고 야생 개로 대체되었다는 인식을 뒤집는다.
털색으로는 잡종을 구별할 수 없다. 딩고와 유사한 개들과 딩고-잡종은 일반적으로 잡종에서 나타나는 더 개과적인 짖음, 번식 주기의 차이, 특정 두개골 특징, 그리고 유전자 분석을 통해 구별할 수 있다. 딩고와 다른 개들을 구별하는 데 사용될 수 있는 모든 특징에도 불구하고, 과소평가되어서는 안 될 두 가지 문제가 있다. 첫째, 개가 "순수" 딩고로 간주되는 지점에 대한 명확한 기준이 없으며, 둘째, 어떤 구별되는 특징도 완전히 신뢰할 수 없다는 것이다. 즉, 자연 선택의 조건에서 어떤 특징이 영구적으로 남아있는지 알 수 없다.
이러한 교배 과정에 대한 두 가지 주요 의견이 있다. 첫 번째이자 가장 일반적인 입장은 "순수" 딩고는 야생 개체군에 대한 강력한 통제를 통해 보존되어야 하며, "순수" 또는 "거의 순수"한 딩고만이 보호되어야 한다는 것이다. 두 번째 입장은 비교적 새로운 것으로, 딩고가 변했으며 "순수" 딩고를 되돌리는 것은 불가능하다는 것을 받아들여야 한다는 의견이다. 따라서 이러한 개들의 보존은 정확한 정의나 "유전적 순수성"에 대한 우려보다는 그들이 어디서 어떻게 살고 있는지, 그리고 그들의 문화적, 생태학적 역할에 기반해야 한다는 것이다. 두 입장은 모두 논란의 여지가 있다.
이러한 교배로 인해 오늘날의 야생 개 개체군에는 유럽인 도착 이전보다 더 넓은 범위의 털색, 두개골 모양 및 몸 크기가 나타난다. 지난 40년 동안 야생 개 평균 몸 크기는 약 20% 증가했다. "순수" 딩고가 사라질 경우, 남아있는 잡종이 다른 동물에 대한 포식 압력을 변화시킬지는 현재 알려져 있지 않다. 또한 이러한 잡종이 오스트레일리아 생태계에서 어떤 역할을 할지도 불분명하다. 그러나 이 과정으로 인해 다양한 생태계의 역동성이 과도하게 교란될 가능성은 낮다.
2011년, 총 3,941개의 샘플이 야생 개에 대한 첫 번째 대륙 전반 DNA 연구에 포함되었다. 이 연구는 46%가 개 대립형질을 보이지 않는 순수 딩고임을 발견했다. 샘플링된 모든 지역에서 교배의 증거가 있었다. 중앙 오스트레일리아에서는 13%만이 잡종이었지만, 남동부 오스트레일리아에서는 99%가 잡종 또는 야생 개였다. 순수 딩고 분포는 노던 준주 88%, 웨스턴오스트레일리아주, 사우스오스트레일리아주 및 퀸즐랜드주에서 중간 수치, 그리고 뉴사우스웨일스주 및 빅토리아주에서 1%였다. 거의 모든 야생 개가 딩고 혈통을 보였으며, 딩고 혈통이 80% 미만인 개는 3%에 불과했다. 이는 개가 야생에서 생존율이 낮거나 대부분의 교배가 주인에게 돌아오는 떠돌이 개에 의해 발생했음을 나타낸다. 오스트레일리아에서는 야생 개 개체군이 발견되지 않았다.
2016년, 딩고, 개, 그리고 그들의 잡종의 두개골에 대한 3차원 기하학적 형태측정 분석 결과, 딩고-개 잡종은 부모 그룹인 개보다 딩고에 더 가까운 형태를 보이는 것으로 나타났다. 잡종화는 독특한 Canis dingo 두개골 형태를 늑대 표현형으로 밀어붙이지 않았으므로, 두개골 측정만으로는 잡종을 딩고와 구별할 수 없다. 이 연구는 야생 딩고 형태가 열성인 개 품종 형태에 비해 우성임을 시사하며, 잡종화가 개 DNA를 딩고 개체군에 도입하더라도 토착 두개골 형태는 변화에 강하다는 결론을 내렸다.
연구에 따르면, 특히 딩고 번식기 동안 항공 1080 미끼 투여와 같은 치명적인 관리 전략은 사회 구조를 파괴하고 딩고 짝의 가용성을 줄임으로써 딩고와 개의 교배 위험을 증가시킨다고 한다. 모든 늑대 종과 마찬가지로 딩고는 매우 영역성이 강하고 공격적이며, 외부인이 안정적인 무리에 합류하는 것은 매우 어렵다. 따라서 자연 조건에서는 친족 선택을 통해 유전적 혈통이 보호되고, 무리 내의 유전적 변이는 근친 교배와 외부인에 대한 공격적인 행동으로 인해 적을 수 있지만, 딩고 통제는 개와 번식할 가능성이 더 높은 떠돌이 개체의 수를 증가시킨다. 마찬가지로, 늑대와 개 사이의 교잡은 늑대 사냥이 흔했던 라트비아에서 많이 보고되었다.

## 같이 보기
- 개 포털
- 뉴기니 싱잉 도그
- 오스트로네시아의 가축과 재배식물
- 인디언 파리아 도그
- 떠돌이 개
- 캐롤라이나 도그

## 참고 자료
- Corbett, L. (1995). 《The Dingo in Australia and Asia》. J B Books. ISBN 978-1-876622-30-5.
- Fleming, P.; Corbett, L.; Harden, R.; Thomson, P. (2001). 《Managing the impacts of dingoes and other wild dogs》. Bureau of Rural Sciences, Canberra. ISBN 978-0-642-70494-8.
- Jackson, S. (2003). 〈12–Dingo〉. 《Australian Mammals: Biology and Captive Management》. Collingwood, Victoria, Australia: CSIRO Publishing. 381–407쪽. ISBN 978-0-643-06635-9.
- Jackson, Stephen; Groves, Colin (2015). 《Taxonomy of Australian Mammals》. CSIRO Publishing, Clayton, Victoria, Australia. ISBN 978-1-4863-0013-6.
- Pierotti, R.; Fogg, B. (2017). 《The First Domestication: How Wolves and Humans Coevolved》. Yale University Press. ISBN 978-0-300-22616-4.
- Purcell, B. (2010). 《Dingo》. CSIRO Publishing. ISBN 978-0-643-09693-6.
- Rose, D. (1992). 《Dingo Makes Us Human: Life and Land in an Australian Aboriginal Culture》. Cambridge University Press. ISBN 978-0-521-39269-3.
- Smith, Bradley, 편집. (2015). 《The Dingo Debate: Origins, Behaviour and Conservation》. CSIRO Publishing, Melbourne, Australia. ISBN 978-1-4863-0030-3. 2024년 3월 3일에 원본 문서에서 보존된 문서. 2018년 1월 12일에 확인함.

## 더 읽어보기
- Aldridge, Ashlee (2020년 4월 12일). “Purebred dingo that dropped out of the sky thrives in new sanctuary home”. 《ABC News》. Australian Broadcasting Corporation.
- Sleath, Emma (2014년 4월 2일). “Dingo not strictly a wolf...or a dog”. 《ABC News》. Australian Broadcasting Corporation.
- Wakatama, Giselle (2020년 4월 9일). “Friend or foe? Scientists and farmers divided on importance of dingoes”. 《ABC News》. Australian Broadcasting Corporation.
- Westcott, Ben (2019년 11월 4일). “Stray puppy found in rural Australian backyard is actually a purebred dingo”. CNN.
- “Dingo fence study shows dingo extermination leads to poorer soil”. 《Phys.org》. 2017년 5월 9일.
- “Dingo's origins tracked by mitochondrial DNA”. BBC News. 2004년 8월 2일.